# Conservadurismo

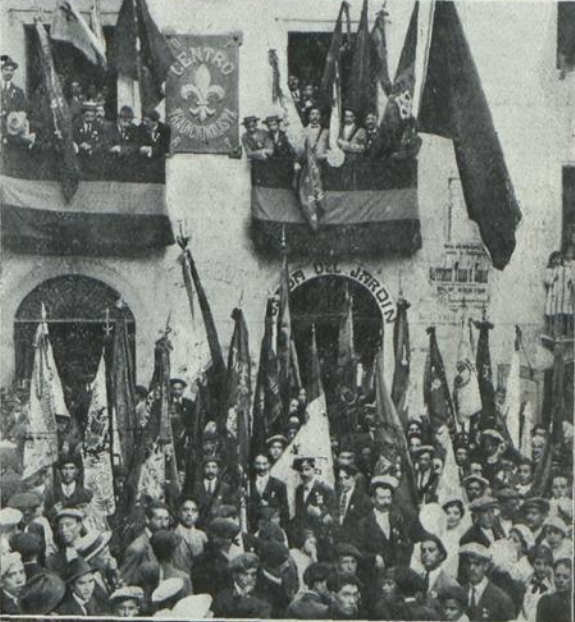
Círculo Tradicionalista en Capellades, Barcelona, España (1915).

En filosofía política, se denomina conservadurismo en sentido amplio al conjunto de doctrinas y movimientos políticos que favorecen el uso del poder político o la fuerza del Estado para conservar o restaurar tradiciones —creencias o costumbres— de un pueblo o nación, que pueden ser de tipo religiosas, culturales o políticas. En estos casos el término conservadurismo es entendido como un tradicionalismo en política o mantener intacto un orden político presente o como reaccionarismo o restauración de un orden político perdido.
En el espectro político, por la valoración favorable que los conservadores tienen del orden jerárquico y de la desigualdad social, con frecuencia se considera que están dentro de la derecha política, sin embargo también pueden encontrarse, en menor medida, conservadores en la izquierda política.
En lo económico, los conservadores históricamente se posicionaron como proteccionistas, en oposición al libre mercado. Sin embargo, durante el siglo XX, algunos de los partidos conservadores adoptaron posiciones económicas neoliberales como influencia de la Guerra Fría, aliados en la defensa del sistema socioeconómico capitalista, en oposición al comunismo. Consecuentemente, en el siglo XXI, dentro del conservadurismo político coexisten diversas posturas sobre lo económico.

## Inicios de la filosofía conservadora
El término «conservador» fue introducido al vocabulario político por Chateaubriand en 1819 para referirse a quienes se oponían a las ideas antecedentes y resultantes de la Revolución francesa o, más en general, a las ideas y principios que emergieron durante la Ilustración, y que en cierta medida planeaban la restauración del Antiguo Régimen. Esta oposición, que tuvo características específicas en diferentes países, se vio fortalecida como consecuencia de los sucesos de esa revolución y las guerras. Así, por ejemplo Michael Sauter escribe: «Para concluir, el conservadurismo es un producto tanto de los periodos pre-revolucionarios y revolucionarios de Francia. Tiene varios orígenes y apareció en varios países de formas diferentes. Pero si hay algo que podemos decir de su historia es que la Revolución francesa generó un ímpetu para convertir al conservadurismo en un movimiento. Aquellos que habían hecho campaña contra cualquier cambio antes de 1789 repentinamente se convirtieron en profetas». O, en las palabras de un personaje moderno que se considera conservador: «las raíces del mal son histórico-genéticamente las mismas en todo el mundo occidental. El año fatal es 1789, y el símbolo de la inequidad es el gorro frigio de los jacobinos. Su herejía es la negación de la personalidad y de la libertad personal. Su manifestación concreta es la democracia de masas jacobina, todas las formas de colectivismo nacional y estatismo, el marxismo que produce el socialismo y el comunismo, el fascismo y el nacional-socialismo. Izquierdismos en todas sus variedades y manifestaciones modernas, a las que en EE.UU. se aplica, perversamente, el término liberalismo».
La diferencia fundamental entre el conservadurismo moderado y el reaccionario reside en su visión del papel de la democracia y otras instituciones modernistas o producto del iluminismo. Para la tradición moderada, quizás mejor encontrada en «el conservadurismo liberal de Edmund Burke (1729-1797), a diferencia del conservadurismo continental de su época, aceptó la democracia como forma de gobierno». Este conservadurismo «En los hechos (....) propició cambios de hondo calado y trascendencia (los derechos políticos británicos, o los derechos sociales bismarckianos)», Esta versión del conservadurismo es, a menudo, llamada «liberal», así, por ejemplo, Rosemary Radford Ruether observa: «Hay un conservadurismo económico y político, de libre mercado, capitalismo libre de cualquier regulación del gobierno, usualmente unido a un fuerte nacionalismo, como el número uno del mundo, lo que lleva a priorizar el apoyo para la policía y un presupuesto grande para el ejército. Este tipo de conservadurismo no es tradicionalmente religioso o conectado con el cristianismo». Dicho conservadurismo, prevalente sobre todo en el mundo anglosajón, tiende a ver la historia como un continuo ensayo y error donde se debe de aprender del pasado, y adoptar de él aquellas cosas que hayan funcionado mejor.
Sin embargo, cabe mencionar que fue esta misma corriente moderada la que dio origen, posteriormente, a un conservadurismo fundamentalista, que Radford Ruether define como emanando del «fundamentalismo propiamente protestante» (op cit) Esta versión ha encontrado expresión generalmente en el neoconservadurismo el cual es representada por personajes tales como Leo Strauss e Irving Kristol, etc. y se caracteriza por no rechazar el liberalismo económico y a valores nacionalistas y religiosos tradicionales en lo social y político.

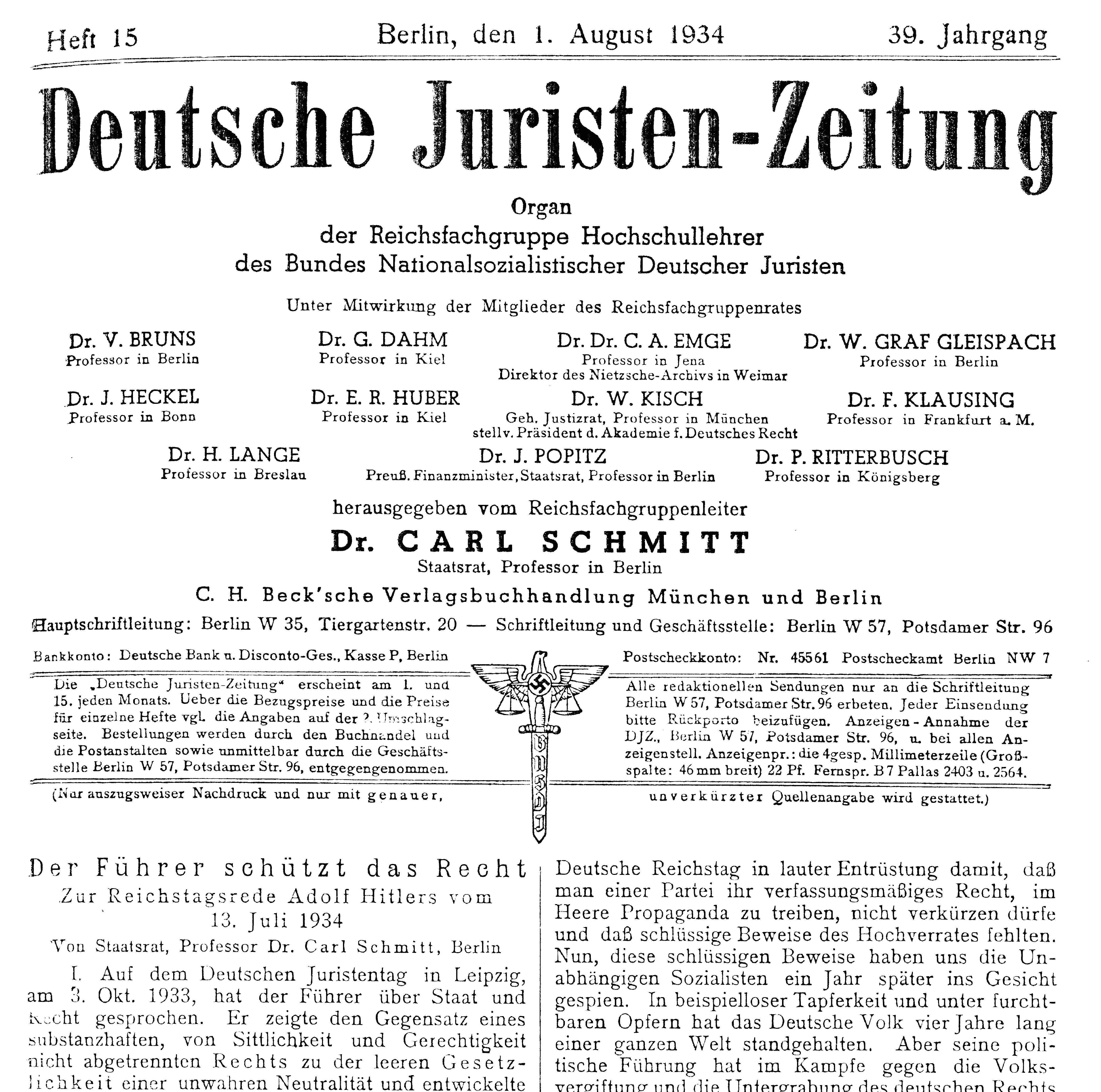
"El Líder protege el Derecho" Carl Schmitt (1934) en Deutsche Juristen-Zeitung

La otra gran corriente del conservadurismo apareció en los países que fueron directamente afectados por los desarrollos políticos y sociales de la Revolución francesa, «en rechazo a ésta, al liberalismo político y al racionalismo de la Ilustración, defendiendo las instituciones del Ancien régime y declarándose enemigo de la secularización de la política y de la sociedad. El conservadurismo o conservatismo, como también se lo conoce, se sustenta en tres valores: la autoridad, la lealtad y la tradición. Rinde culto a la espiritualidad y al valor de lo inconmensurable”. En ese sentido, puede ser descrito como «reaccionario», buscando una reafirmación, no solo de formas políticas, sino sociales anteriores, que se percibían como una restauración de los principios de la autoridad monárquica absoluta y del (generalmente) catolicismo como fuente única de valores y estabilidad social: «Los conservadores franceses oscilaban hacia la Iglesia católica como una fuente de estabilidad y tradición. La Iglesia trajo de regreso a la vida cotidiana, un sentido de jerarquía y un orden orgánico (Por supuesto que aquí hay una conexión implícita al romanticismo.)» Pero en las regiones católicas de Europa, especialmente en Francia, Italia y España, este tipo de conservadurismo religioso tendría una atracción inherente.
Un desarrollo extremo de esta última posición se encuentra en las sugerencias de Carl Schmitt, quien fue uno de los principales ideólogos del Movimiento Revolucionario Conservador de Alemania. Su propuesta se basa en la afirmación de que la función central de un Estado es la necesidad de instaurar un poder de «decisión» efectivo,  que termine con la guerra interna, cosa que no es posible, en su opinión, en un Estado liberal, en el cual no se puede justificar la exigencia del sacrificio de la vida en favor de la unidad política. Estas sugerencias tuvieron, junto a otras del Movimiento Revolucionario Conservador, una importante influencia en la elevación al poder del Nazismo y constituyen aún en el presente las bases teóricas tanto de percepciones conservadoras "duras" como origen moderno de la alegada tendencia del conservadurismo a depender de líderes u "hombres del momento".

## Presencia internacional

### Reino Unido

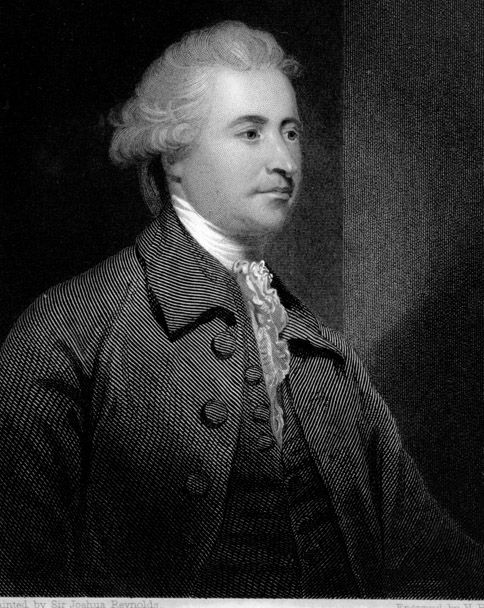
Edmund Burke (por sir Joshua Reynolds).

Muchos comentaristas apuntan que el origen del conservatismo inglés se encuentra en las ideas de Richard Hooker, teólogo de la iglesia anglicana, quien desarrolló sus ideas a consecuencia de la Reforma. Hooker enfatiza la importancia de la moderación a fin de obtener un equilibrio político en aras de lograr armonía social y el bien común, dando así origen a lo que, en Inglaterra, se llama «Alto conservadurismo», que puede ser visto como un «conservadurismo moderado» o incluso como una expresión de la centro derecha.
Otro de los pensadores cruciales del conservadurismo inglés fue Edmund Burke. En su libro Reflexiones sobre la Revolución francesa, Burke critica al racionalismo de la Ilustración y niega la posibilidad de fundar una sociedad en la capacidad emancipatoria de la razón, proyecto que él considera utópico. Como respuesta a estas posturas del liberalismo del siglo XVIII, Burke proponía el regreso a las tradiciones fundamentales de la sociedad europea y los valores cristianos basados en el naturalismo social. Esa posición se basa en la idea de que no todos nacen iguales, con equivalentes capacidades o razón, y por tanto no podía confiarse en un gobierno basado en la razón de los individuos. Las tradiciones, en cambio, contenían la capacidad probada de regular el funcionamiento social con estabilidad. Sin embargo, Burke no niega la necesidad de los cambios sociales, pero cuestiona su velocidad. Para él, el orden social permanece y evoluciona a través de un proceso natural, como un todo orgánico.
Burke concebía el establecimiento del estado ideal (ejemplificado en el sistema inglés) como basado en las leyes, libertades y costumbres que resultan de una especie de contrato social entre los diversos sectores sociales. Ese contrato se refleja —en el caso mencionado— en la Carta de derechos. Ese contrato antecede —y es amenazado por— la aparición de las monarquías absolutas, las que deben ser controladas pero no exterminadas, tal como fue el resultado de la Revolución Gloriosa. En la opinión de Burke, ese contrato no solo regula las relaciones entre los diferentes Estamentos o clases sociales, pero establece las «antiguas libertades» y garantías que corresponden a cada una, agregando que es de la contraposición de esos intereses, resueltos en la manera aprobada en la constitución, emanan y aseguran no solo la armonía sino también las libertades mencionadas. En resumen, Burke es un fuerte partidario de la monarquía constitucional que el considera basada en antiguos derechos —que preceden o están en la base misma de ese sistema y que se transmiten por derecho de herencia y que se expresan en el Parlamento (ver «Origen de la Institución» en ese artículo)— Sistema que él considera armonioso y estable no solo porque «en una especie de verdadero contrato social» permite que los diversos «tipos de propiedades' (nobleza, iglesia y comerciantes o burgueses en el sentido original de la palabra: los que viven en ciudades) puedan dirimir sus problemas sino también porque «el vulgo» acepta y hace suyo ese sistema en la medida que le garantiza prosperidad. Adicionalmente, Burke argumentó que las tradiciones son una fuente mucho más estable de accionar político que «abstracciones metafísicas» que, a lo más, representan solo lo mejor de una generación, a diferencia de la sabiduría acumulada de las tradiciones, que influencian a los individuos de tal manera que hacen imposible la realización de «juicios objetivos» acerca de la sociedad.
Burke ha llegado a tener mucha influencia en el conservadurismo no solo anglosajón sino además en el de otras naciones debido a, entre otras cosas, sus ideas acerca de la Ley de consecuencias no previstas y de “peligro moral”. Finalmente, y en aparente oposición al origen cristiano de sus ideas, Burke defendía también la propiedad privada, lo que ha sido uno de los elementos centrales del conservadurismo hasta hoy.
Otro pensador de gran importancia para esta visión fue Benjamin Disraeli, quien, a pesar de ser conservador, sentía simpatía por algunas de las demandas de los «cartistas» e introdujo —indirectamente— el término «conservadurismo de una nación» para referirse a una aspiración de unidad nacional y armonía entre las clases sociales y grupos de intereses.
Consecuentemente con esa posición, Disraeli buscó un acuerdo político con los «radicales», en oposición a las políticas liberales de la época, concretamente, en relación con extender el voto a sectores populares (en esa época, el derecho a voto se restringía a hombres que fueran propietarios). Sin embargo esas tentativas fueron infructuosas, un líder cartista notando (en su diario) que «Disraeli parece incapaz de comprender la (base) moral de nuestra posición política”. Aparentemente Disraeli estaba preparado a ofrecer posiciones en su gabinete a cambio de apoyo político.
A pesar de esas fallas, Disraeli continuó promoviendo políticas «unitarias» o reformistas: la reducción de impuestos indirectos y escalonamiento de los directos en relación con los ingresos, el «Acta de Reforma de 1867» (o «Representation of the People Act 1867”) que extendió el derecho a voto a las clases obreras urbanas (el número de votantes se dobló); daba representación en el Parlamente a quince ciudades que no lo tenían con anterioridad y extendía la de los grandes centros cartistas: Mánchester y Liverpool. Al mismo tiempo, abolió el «compuestaje», sistema en el cual los arrendatarios pagaban no solo renta, pero intereses sobre ella (a menos que pagaran por adelantado, lo que, obviamente, la mayoría de los trabajadores no estaba en condición de hacer).
Posteriormente Disraeli promovió
- leyes que permitían demostraciones pacíficas durante conflictos industriales (1875),

el derecho de los empleados a demandar los empleadores por incumplimiento de las condiciones de contrato (1875),
- la Ley de Salud Pública (1875), que obligaba a los constructores y arrendatarios a proveer viviendas con ciertas condiciones mínimas (tales como agua potable y conexiones a servicios sanitarios),
- la Ley de Mejoramiento de las Casas de Artesanos y Trabajadores (1875), que establecía la obligación de las municipalidades de eliminar poblaciones insalubres y construir otras con condiciones mínimas),
- la Ley de Venta de Comestibles y Medicamentos (1875), que regula la calidad de esos artículos, y
- la Ley de Educación (1876).

En materias de política exterior, Disraeli se inclinaba por promover la «grandeza» del Reino Unido a través de una política dura, sin concesiones a la sentimentalidad, poniendo los intereses nacionales por sobre consideraciones morales. En ese sentido, Disraeli se inclinaba por el «proteccionismo» cuando las circunstancias lo permitían.
Políticos conservadores británicos persiguieron políticas de «una nación» hasta mediados de la década de los 70 del siglo XX. Entre ellos se destacan Harold Macmillan, quien favorecía un sistema de economía mixta y fue una de las figuras centrales en el establecimiento del consenso que produjo el estado del bienestar inglés).
Posteriormente, el conservadurismo de Inglaterra adoptó las visiones político-económicas de la escuela de Chicago con el nombramiento de Margaret Thatcher como líder del partido conservador, quien se oponía violentamente a ese consenso «de una nación» y a lo que ella percibía como el poder excesivo de los sindicatos. Su visión dio como resultado una de las peores épocas de tensiones sociales en territorio británico.
A pesar del aparente éxito de sus políticas económicas, Thatcher fue percibida, incluso dentro del partido conservador, como una persona dada a extremismos y como glorificándose en la confrontación y el divisionismo, a través de emitir declaraciones y actuar de maneras que ella sabía que serían controversiales, como por ejemplo, cuando —en enero de 1978— dijo «la gente esta realmente preocupada por si este país puede ser inundado por gente con una cultura diferente», (lo que fue interpretado como una tentativa a atraer el sector racista de la población). La referencia a los sindicatos como «el enemigo interno», al proyecto europeo como «un superestado», sus agradecimientos al general Augusto Pinochet (ex dictador chileno) por «establecer la democracia en Chile” lo que puso al partido conservador en una posición difícil, la controversial abolición de municipalidades que estaban controladas por partidos de oposición. Igualmente controversial fue su declaración a periódicos franceses que «los derechos humanos no comienzan con la Revolución francesa” y que «no hay tal cosa como la sociedad». Esa actitud confrontacional se extendía incluso a aquellos que se podía suponer eran sus aliados naturales. Por ejemplo, cuando —después de ser elegida líder del partido conservador— se le sugirió que incorporara a su «gabinete en oposición» a algunas figuras de entre quienes habían apoyado a otros para el puesto de líder —como gesto de reconciliación y unidad— su respuesta fue que esos eran sus enemigos, y a los enemigos no se les da cuartel sino que se los destruye.
Esas actitudes y políticas llegaron a ser conocidas, originalmente, como «thatcherismo” y, posteriormente, como neoliberalismo.
El líder conservador británico, David Cameron parece querer abandonar esas políticas y volver a las anteriores bajo el nombre de un «conservadurismo compasivo}: «Un conservadurismo moderno y compasivo. Esto es lo que conviene en estos tiempos». Actualmente el partido conservador ha logrado restablecer su apoyo con la caída de la popularidad del Partido Laborista (Reino Unido) y la incapacidad del Partido Liberal-demócrata de lograr apoyo amplio.

### Francia
En 1796, Louis de Bonald definió los principios conservadores como: «monarquía absoluta, aristocracia hereditaria, autoridad patriarcal en la familia, y la soberanía religiosa y moral de los papas sobre todos los reyes de la cristiandad», en su obra «Théorie du pouvoir politique et religieux».

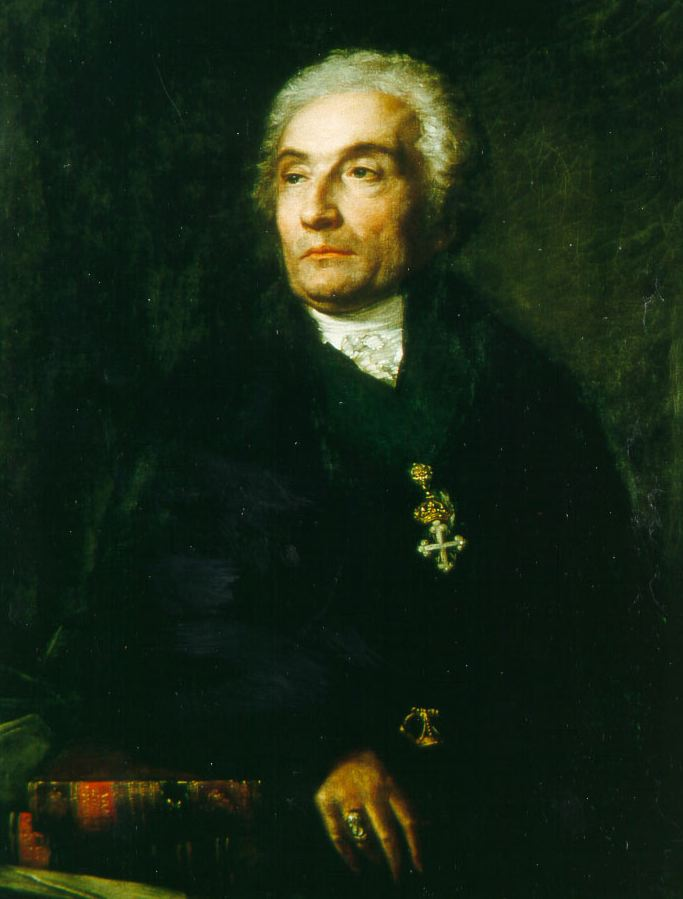
Joseph de Maistre (retratado por Carl Christian Vogel von Vogelstein, ca. 1810).

Joseph-Marie, conde de Maistre es uno de los más destacados representantes del «autoritarismo religioso» en el periodo inmediatamente posterior a la revolución francesa. Profundamente influido por el pensamiento de Jakob Böhme, Louis Claude de Saint-Martin y Emanuel Swedenborg, Joseph de Maistre se opuso radicalmente a lo que consideraba «teofobia del pensamiento moderno», que había relevado de toda importancia a la Providencia divina como elemento explicativo de los fenómenos de la naturaleza y la sociedad. Totalmente opuesto a las ideas de la ilustración, para él la Revolución francesa (sujeto central de sus reflexiones) fue un acontecimiento satánico y «radicalmente malo», tanto por sus causas como por sus efectos (Consideraciones sobre Francia (1797)). Además condenó la democracia, por ser causa de desorden social, y se mostró firme partidario de la monarquía hereditaria. Este conservadurismo añade a la religión el poder espiritual infalible del Papa con una función fundamental: liderar la lucha contra la decadencia histórica a la que se dirige la humanidad (Sobre el papa, 1819).
Las ideas anteriores fueron modificadas profundamente, particularmente después del fracaso de las ideas de los «ultraconservadores» —lo que llevó a una crisis que terminó con la Revolución de 1830— con la difusión de las ideas de Auguste Comte, para quien el orden se encuentra en el progreso producto del crecimiento industrial, no en la vuelta al pasado. lo que a veces se ha resumido, en las palabras del lema brasileño, en la frase: «Orden y progreso», que es una versión simplificada de esta cita: «El amor por principio, el orden por base y el progreso por fin», que se encuentra en su Curso de filosofía positiva (1826). La intención de Comte era restaurar el sistema social después de los grandes cambios producto de la Revolución francesa. pero esa restauración del orden se basa en un evolucionismo o progresismo que se puede ver como una tentativa de establecer un consenso político general que estabilice la situación durante el periodo de la Restauración Francesa. La posición de Comte da así origen a un reformismo conservador que, a diferencia del de Burke, no es abiertamente monarquista, pero es elitista, en que postula el derecho a gobernar de una minoría reducida y educada de «sabios positivos”: «Comte alegaba que a aquel sector debía entregarse el poder político temporal. Se trataba de planteamientos que pretendían manufacturar un tipo de dirigismo social racionalista, científico y confiable, justificado con el manto de la protección paternal que podía ofrecer una clase privilegiada». Esta posición es conocida como dirigismo político o intelectual
Esta posición se expresó posteriormente en la Acción francesa, partido de Charles Maurras que hasta la actualidad es considerado representante del conservadurismo monarquista y ultranacionalista en Francia. Este sector exigía la restauración de la monarquía Francesa a raíz de la alegada falta de resultados y corrupción surgidas en el régimen parlamentario. Fue este sector que, a raíz del Caso Dreyfus, dio origen al «antiintelectualismo» que se ha convertido en la posición principal de los intelectuales de derecha para descalificar a quienes, a pesar de ser educados, no aceptaban las implicaciones políticas del elitismo intelectual propuesto por Comte.
También encontró expresión, aunque más indirectamente, en el Gaullismo, movimiento considerado conservador moderado o republicano en Francia, en el cual dio origen al «dirigismo económico».

### Alemania
El conservadurismo en Alemania puede ser el primero en ser llamado «moderno». A diferencia de los otros, toma en consideración el hecho de que hay desigualdad social que lleva, no solo a la pobreza, sino a la inestabilidad social. Esto introduce un cambio fundamental en la concepción del Estado, desde lo que se ha llamado la «Edad de los derechos» (típica del siglo XVIII) ejemplificada por la Declaración de los Derechos Humanos y las Constituciones políticas de diversas naciones, etc., a una concepción del Estado como expresión de, en las palabras de Hegel, la «bürgerliche Gesellschaft» (sociedad civil), en su sentido amplio del Estado como la estructura político-social de una nación. A consecuencia, Marx y otros entienden el término como significando «estado burgués» —nótese que bürger en su sentido original significa ‘burgués’ (es decir, aquel que vive en una ciudad o burgo. Es más generalmente traducido como ciudadano, pero ese no es el sentido exacto que tiene en Hegel, en el que el ciudadano tiene connotaciones de ciertos derechos constitucionales, etc.).
Esta concepción está basada en la crítica de las concepciones más tradicionales del Estado, crítica que se encuentra en el trabajo de Hegel, quien ha sido descrito como «tratando de implementar, desde el punto de vista Protestante, lo que Tomás de Aquino había tratado de hacer seis siglos antes: diseñar una síntesis de la filosofía griega y la cristianidad. Fue Hegel quien creó los fundamentos teóricos para la integración en la visión conservadora alemana de la economía liberal de «mercado libre» en un sistema político autoritario. Para Hegel, la función del Estado es implementar principios morales comunes ('Volkgeist") que existen a priori o por sobre la comunidad misma, más que representar los intereses de los miembros particulares de la misma. Esos principios se concretan en un monarca que, dado que es la encarnación de ese "Volkgeist", debe ser absoluto. Con eso, Hegel no solo establece las bases para un absolutismo político sino da forma al principio —profundamente opuesto al del racionalismo iluminista— de que las leyes deben estar sometidas a la moralidad (véase, por ejemplo: La moral según la corriente filosófica y comparese, por ejemplo, con origen del ordenamiento jurídico)
Adicionalmente, para Hegel, la existencia o creación de desigualdades económicas es una parte inevitable de las diferencias de capacidades humanas, pero, a diferencia de otros conservadores (y los liberales «económicos» (contrastese con Liberalismo social) no consideraba esta situación como aceptable. Esta desigualdad obliga a muchos a caer bajo el nivel necesario como para ser parte de esa «sociedad civil», lo que fomenta a la creación de una «turba», que inevitablemente tendrá efectos profundamente desestabilizadores tanto para el Estado como la sociedad en general.
Lo anterior implica que el desarrollo del Estado Institucional sobre la base de la igualdad legal o, por lo menos, derechos legales mínimos, no puede sino conducir a la necesidad de legitimar ese estado a través de satisfacer necesidades sociales. Esto lleva a su vez directamente a la propuesta, por parte de Lorenz von Stein, de un Estado social como medida conservadora. Para von Stein, el deber del estado es estar por sobre el conflicto de clases que, en el pasado y en su visión, había significado que «las clases dominantes» habían «colonizado el Estado» a fin de «subyugar las clases trabajadoras», lo que solo había resultado en una revolución (La referencia es a la Revolución francesa). Esto significa que el Estado (monarquía) debe defenderse tanto de esos capitalistas como evitar esa revolución, lo que se logra a través de un reformismo de estado o «capitalismo no liberal».

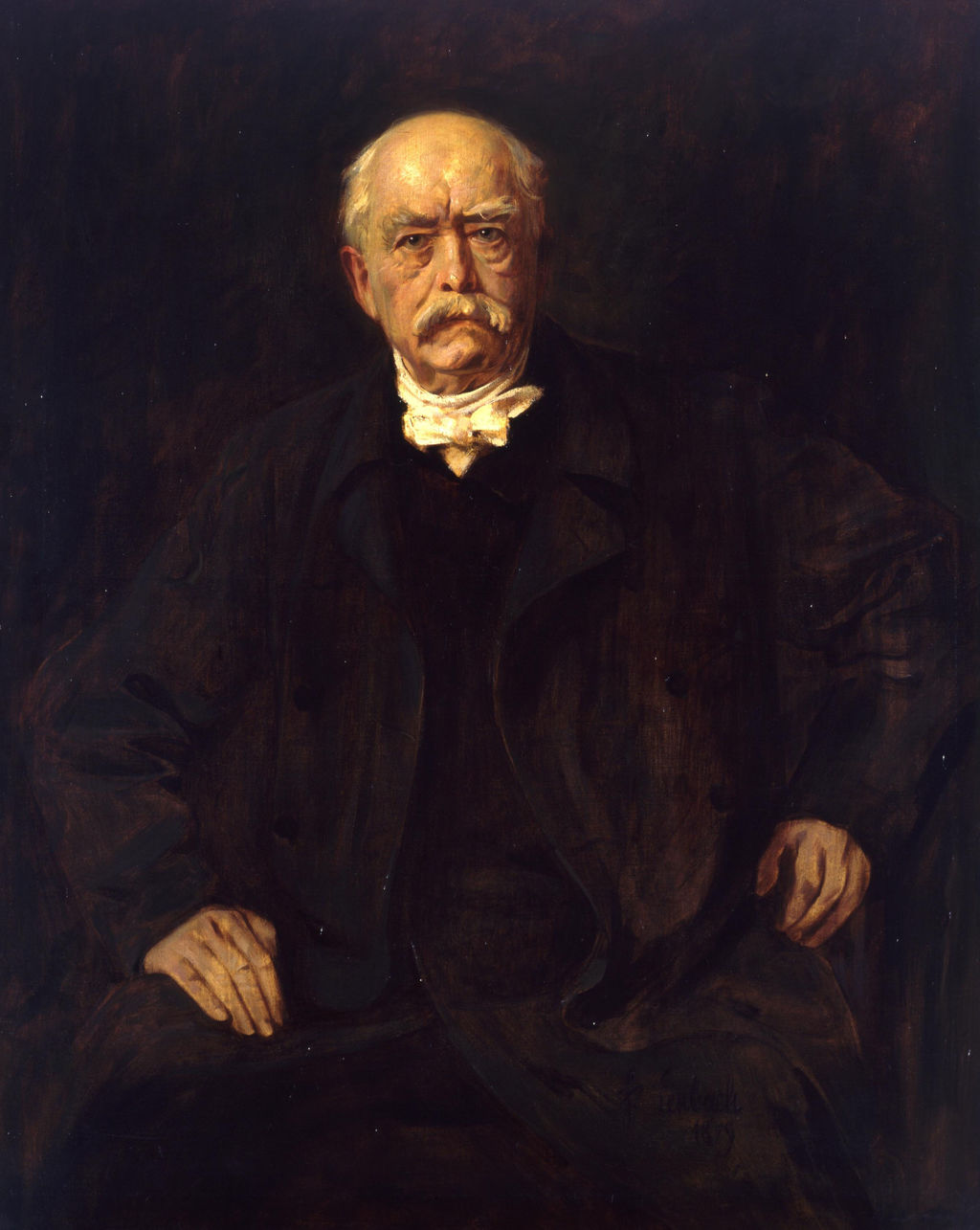
Bismarck (por Franz von Lenbach).

Todo eso se concretó en el sistema Bismarckiano de reformas sociales (llamado por algunos Capitalismo renano), el que, a través del «Deutsche Konservative Partei» (fundado en 1876), logró crear una alianza social amplia, abarcando la nobleza, la iglesia evangélica y otros sectores cristianos (incluyendo la tendencia llamada 'socialcristiana'), los grandes terratenientes, los partidarios del gobierno de Bismarck, tales como Helmuth von Moltke, intelectuales tales como el historiador Hans Delbrück, etc.
De gran importancia en ese periodo fue la "Zeitschrift für Bergrecht" (Revista jurídica), que promovía esas visiones a través del territorio de habla alemana, facilitando mayormente la unificación alemana como proyecto nacionalista y monárquico conservador. La revista llegó a tener influencia internacional.
Con posterioridad a la I Guerra Mundial dos tendencias se hacen sentir en el conservadurismo alemán. Una se expresa no solo en la visión nacional-socialista sino también en un conservadurismo extremo o «radical», tal, como por ejemplo, en la visión del Movimiento Revolucionario Conservador. Esta visión ha sido muy criticada en Alemania por ser uno de los factores que legitimó el estado nazi. Sin embargo tuvo una participación importante en el gran debate de post Segunda Guerra Mundial en ese país acerca del papel de la ley en el contexto de la constitución que se proponía.
La visión alternativa, que puede ser llamada del liberalismo conservador, se encuentra en la escuela de Friburgo (véase también ordoliberalismo) resalta la importancia del derecho institucional, estableciendo así las bases para el Estado Social de Derecho moderno. Cabe recordar que una de los mayores puntos de disputa en los tiempos de Bismarck fue precisamente una negativa estatal a establecer una constitución. La visión hegeliana —que Bismarck y la monarquía encontraban conveniente mantener— establecía que el «volkgeist» encontraba su expresión máxima, más desarrollada, en una monarquía, en el individuo que hace realidad ese espíritu nacional, es decir, el monarca absoluto.
Con posterioridad a la Segunda Guerra Mundial, varios políticos que constituyeron la oposición de derecha de inspiración cristiana y basándose en las visiones de la escuela de Friburgo, vuelven a visiones más moderadas del conservadurismo, reinterpretando el contenido moral del Estado Social, buscando reemplazar tanto el nacionalismo como el centralismo a fin de evitar que el Estado caiga en las manos de déspotas. Ese nuevo contenido, de carácter cristiano, reafirma no solo el bien común sino el valor irreemplazable de la libertad de los individuos y el valor de las comunidades diversas que se integran en una nación. En conjunto con las concepciones económicas de personajes tales como Franz Böhm, Walter Eucken y —principalmente— Alfred Müller-Armack, dan finalmente origen al proyecto de la Unión Demócrata Cristiana de Alemania que llega a ser llamado Economía Social de Mercado.

### Estados Unidos
La historia del conservadurismo en Estados Unidos es bastante compleja. Se discute en círculos académicos sobre si existe o no una corriente genuinamente conservadora en la historia política en este país. Es común, además, la afirmación sobre la no existencia de una ideología conservadora en la tradición intelectual y política norteamericana —con contenido ideológico equivalente al conservadurismo tal como fue fundado como corriente política en Europa— y que lo que usualmente se llama conservadurismo en EE. UU. son variedades del liberalismo estadounidense. Al igual que en Latinoamérica, después de las Guerras de la Independencia en Estados Unidos, el conservadurismo carecía de una corriente monarquista y, por lo tanto, se expresó en el mantenimiento del orden social existente y en la preservación de las instituciones republicanas emergentes, basadas en las ideas de George Washington, etc. Para empezar, esto se hizo explícito en el «Partido Republicano Antiguo», que se denominó en esas épocas, Partido Demócrata-Republicano de los Estados Unidos. Sin embargo, la dominancia de esas ideas «conservadoras» —particularmente la promoción de los intereses estadounidenses a nivel regional y continental— pronto se hizo general, dando así nacimiento al llamado consenso americano (véase también Doctrina del destino manifiesto).
En consecuencia, en Estados Unidos es más pertinente estudiar el conservadurismo en sus diferentes expresiones. Estas se encuentran —o afectan— a ambos partidos políticos. Se pueden distinguir tres corrientes principales:
Un conservadurismo social, fuertemente influido por el fundamentalismo cristiano, que se puede considerar como un descendiente directo de visiones protestantes acerca de la sociedad y su organización. Esta posición tiende a considerar que el gobierno tiene un papel legítimo en apoyar o incluso promover valores sociales y morales en la sociedad. Sin embargo, no hay un acuerdo general acerca de cuales serían exactamente tales valores, así, es difícil generalizar al respecto. Sin embargo, y muy en general, se pueden avanzar algunos principios comunes: 1: Observación estricta de las leyes divinas y principios religiosos emanados de la Biblia. La ley civil debe basarse en principios morales. 2: El derecho de cada individuo y comunidad a gobernarse a sí misma. 3: el éxito individual y social es reflejo directo del “estado de gracia” que cada individuo y comunidad tenga (o no), etc. Este conservadurismo es ideológico en que es “milenario” o tiene como fin implementar la fundación de la Nueva Jerusalén. Sin embargo, y a diferencia de otros conservatismos, esta tendencia no favorece un estado fuerte (a pesar de que es patriótica) lo que refleja (o ha dado origen a) versiones minarquistas.
A pesar de que esta tendencia no está organizada directamente como partido político, si tiene mucha influencia en la política, especialmente en materias de opinión pública. Entre aquellos que se podrían decir la representan encontramos por ejemplo a: Bill O'Reilly; Rush Limbaugh; Jerry Falwell; Sarah Palin —la candidata a vicepresidente— y, quizás controversialmente, Pat Buchanan.
Otra alternativa, que se puede llamar tradicional o intelectual, en que se ve como heredera de lo mejor del conservadurismo tanto estadounidense como europeo, centra sus posiciones en una percepción del ser humano como un ente eminentemente moral, valorizando principalmente el papel del orden y la religión como fuente específica de sentido en la vida de los individuos y rechazando específicamente a toda y cualquier ideología.
Este conservadurismo cultural (también llamado paleoconservadurismo por algunos de sus adherentes) enfatiza el papel de las opiniones de las autoridades tanto en las costumbres como en las leyes y el orden social. Igualmente promueve la función social de las jerarquías y fe, la familia «natural», «libertad en orden», etc.
Esta posición es explícitamente nacionalista —en que propone la persecución del interés nacional— pero es opuesta a toda extensión del poder político en el exterior de forma directa (a la manera del imperialismo europeo) proponiendo en su lugar la creación y mantención de alianzas con gobiernos cuyos intereses coincidan con el de EE. UU. Esta realpolitik también ha dado origen a una vertiente conservadora americana que justifica lo que algunos denominan neocolonialismo o imperialismo estadounidense (ver, por ejemplo, la doctrina Monroe, el Gran Garrote, etc.) y se puede resumir diciendo que ellos no se oponen a la extensión del poder de EE. UU. pero si se oponen a la creación de colonias y, específicamente, a propuestas de intervención en otros países a fin de promover principios políticos «progresistas» o democráticos.

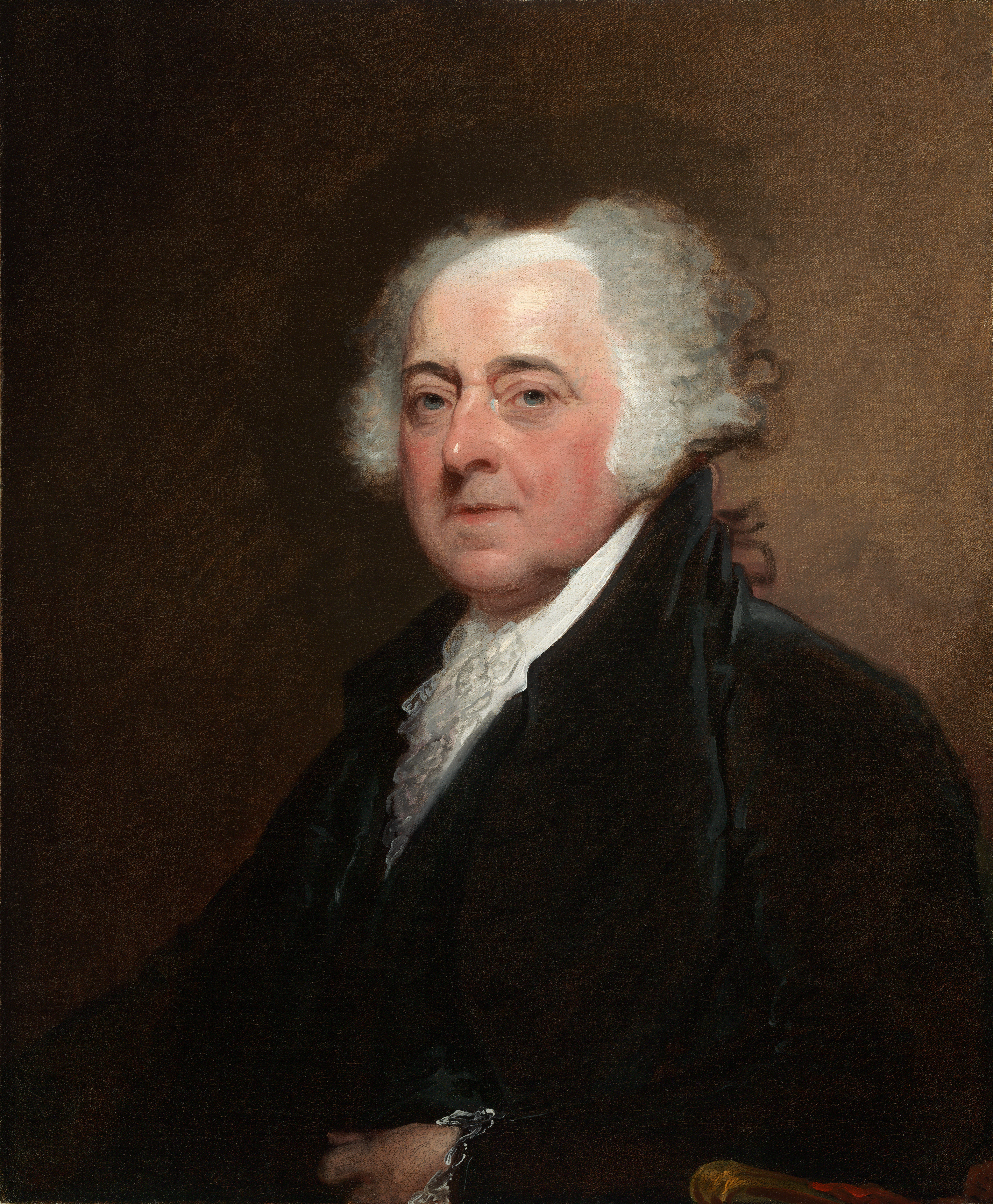
John Adams.

Como representantes de esta tendencia en su versión más contemporánea encontramos a Samuel Phillips Huntington, Kathryn Jean López, Dinesh D'Souza y Russell Kirk quien trazo, en su The Conservative Mind (La mente conservadora), el desarrollo del pensamiento conservador en la tradición estadounidense, a partir de John Adams hasta George Santayana dando una importancia especial a las ideas de Edmund Burke.
La tercera corriente de nota es el neoconservadurismo. Esta tendencia ha sido altamente controversial, incluso para otros sectores conservadores, debido tanto a sus orígenes como objetivos.
La diferencia principal del neoconservadurismo con otras posiciones conservadoras se encuentra en materias de política internacional, acerca de la cual los neoconservadores abogan por políticas abiertamente intervencionistas a fin de promover democracia como las que mejor sirven el interés de EE. UU. tanto en el sentido de establecer y mantener una predominancia absoluta de ese país como a fin de mantener orden y paz a nivel internacional, incluso si esto implica que EE. UU. debe practicar el unilateralismo. En materias de economía, los neoconservadores no rechazan algún grado de liberalismo económico.
Acerca del origen se debe notar que entre los fundadores y principales teóricos de esta tendencia se encuentran muchos cuyos orígenes políticos se remontan a otras visiones —llegando a las posiciones presentes motivados por un fuerte sentimiento anticomunista—. Consecuentemente están bajo sospecha, desde el punto de vista conservador tradicional, de tener posiciones «ideológicas». Así por ejemplo, Irving Kristol fue, originalmente, trotskista mientras que Michael Ledeen fue un fascista
La otra fuente teórica del neoconservadurismo se encuentra en la obra de un profesor de política —Leo Strauss— quien pasó su vida en aulas y acerca de quien —durante su vida— pocos siquiera conocieron su nombre. Sin embargo, es difícil sobrestimar la importancia de Strauss para la vida política de fines del siglo XX y comienzos del XXI.
Las posiciones de Strauss son enormemente controversiales y no solo para los conservadores en EE. UU.. Entre otras cosas, Strauss aduce que los argumentos en favor de la preeminencia de la democracia no son necesariamente correctos o libres de contradicción, por lo que se ganó una reputación como enemigo de la misma. Conviene notar que esta posición de Strauss se ha interpretado —por sus seguidores— como significando que no se puede tener por sentado que la democracia finalmente se impondrá en todos los países ya sea a través de la evolución política o debido al desarrollo natural de la razón o la educación, sino que, por el contrario, es una forma política que se ha implementado, históricamente, por la fuerza, y por lo tanto, puede o debe ser promovida de la misma manera.
Strauss se inclina, notando que algunos pensadores de primer orden —tales como Platón— han cuestionado si los políticos pueden ser completamente honestos y todavía lograr los fines que buscan, por el papel esencial de la mentira piadosa en, por ejemplo, unir o guiar a los miembros de una sociedad, especialmente a fin de asegurar una sociedad estable.
En su The City and Man, Strauss estudia los mitos delineados en La república por Platón, mitos usados desde entonces por políticos a fin de lograr y mantener cohesión social. Esos mitos incluyen la proposición que las tierras de la «ciudad» le pertenecen a sus miembros como comunidad pesar que, en toda probabilidad, fueron adquiridas ilegítimamente y que ser «ciudadano» o miembro de esa sociedad se basa en cosas que van más allá que el accidente del lugar de nacimiento.
Así, desde el punto de vista de Strauss, la religión parece ser eminentemente un instrumento útil de la política. Esto ha dado origen a un debate acerca de si la posición Straussiana acerca de los valores es solamente utilitaria y desprovista del contenido de trascendencia o sentido del numen propio del conservadurismo más tradicional. algunos comentadores incluso sugieren que Strauss mismo era ateo. Sin embargo esto es debatible
De acuerdo a Strauss, en la filosofía política hay dos dicotomías centrales: una de la razón versus revelación. La otra entre lo tradicional versus lo moderno. Esta última dice relación a materias de la presentación pública de la tensión —posiblemente irresoluble— entre razón y revelación como fundamentos políticos y comienza con Maquiavelo, quien sería el primero de los modernos. Estos últimos, reaccionando contra la predominancia de la política basada en la revelación durante la Edad Media, la transforman —enfatizando el papel de la razón— en la política del mercado, dando así comienzo a los problemas políticos modernos.
De acuerdo a él, el liberalismo contiene una tendencia al relativismo (cultural y moral), lo que lleva a un nihilismo que se expresa, en las democracias liberales, en una especie de vagabundeo intelectual careciente de principios o valores, en un hedonismo, un permisivismo igualitario que empapa la sociedad estadounidense.

### España
Las dos expresiones del conservadurismo —reaccionario y moderado— se hacen presentes a partir de las invasiones francesas de comienzos del siglo XIX, primero con el Manifiesto de los Persas que busca, bajo la dirección de personajes tales como Francisco Tadeo Calomarde, la restauración de los Borbones, dando así origen a una versión particularmente casticista o «reaccionaria» del españolismo que finalmente identificó «lo español» con lo ortodoxamente católico, por contraste con lo que no lo es, aunque aparezca en España, estando ahí el origen intelectual de lo que trágicamente se acuñó como « antiespañol en España» (véase también Las dos Españas)

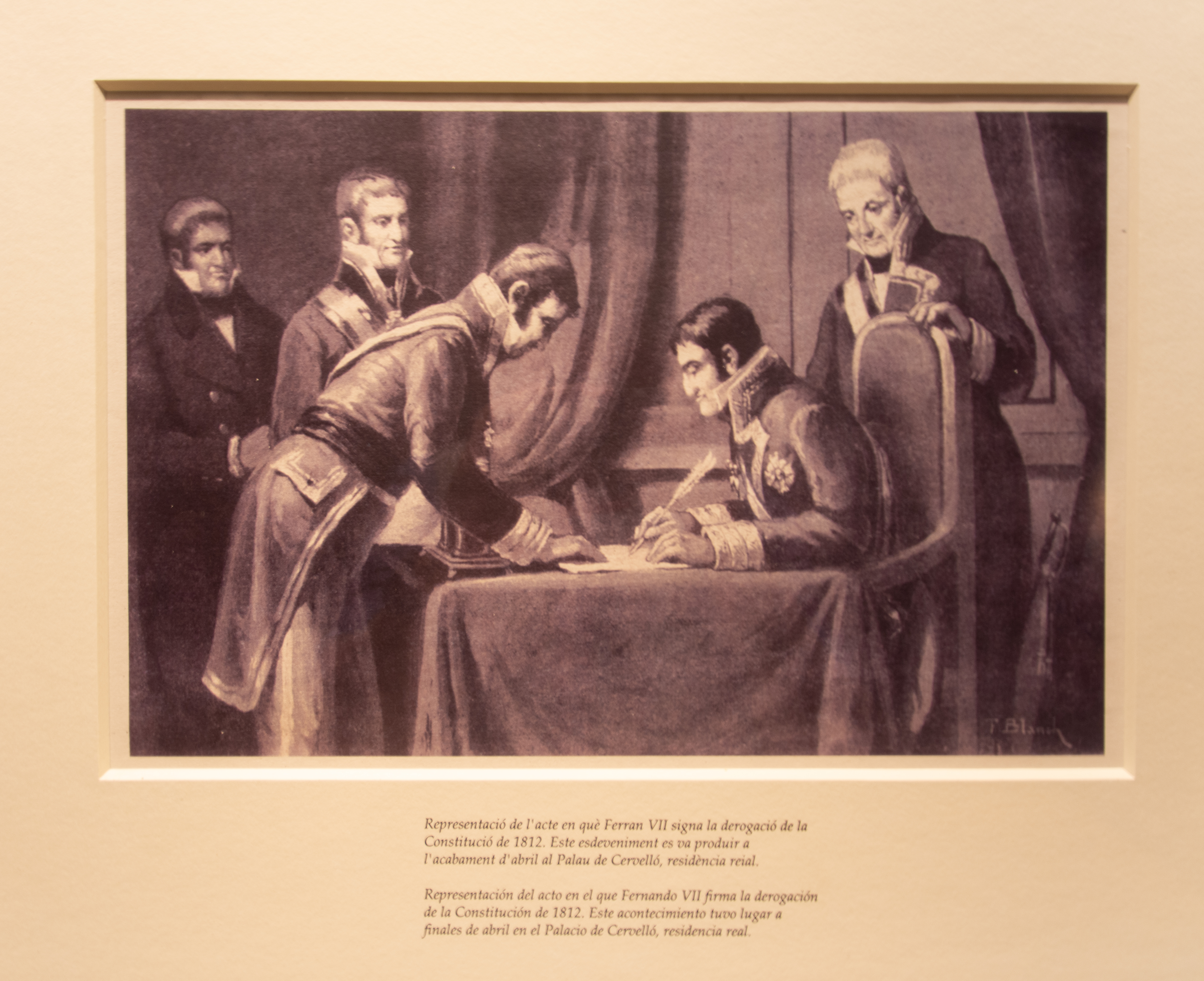
Derogación de la Constitución española de 1812 por Fernando VII en el Palacio de Cervelló de Valencia. Las políticas absolutistas que promovió este monarca al recuperar el trono tras la Invasión Francesa de España supuso el primer conflicto moderno entre conservadores y liberales en este país.

Este conservadurismo estaba firmemente opuesto a la ocupación francesa y mantenía una concepción reaccionaria, absolutista, del poder real, enmarcándose dentro de un pensamiento español antiilustrado y antiliberal de autores como Fernando de Ceballos, Lorenzo Hervás y Panduro y Francisco Alvarado. Incluso durante el periodo de las Cortes de Cádiz se opuso no solo a las tendencias liberales sino también a las conservadoras moderadas, lideradas a su vez por Francisco Cea Bermúdez y Luis López Ballesteros,
En el periodo siguiente a la primera restauración, el sector reaccionario se impuso, implementando, por ejemplo, políticas educativas (Plan General de Estudios del Reino), que modificaba de forma radical las enseñanzas universitarias que se habían actualizado durante el trienio liberal y la breve influencia napoleónica, suprimiendo buena parte de los estudios científicos en favor del Derecho y la Teología.
Con posterioridad a la restauración monárquica, la diferencia entre reaccionarios y moderados se hizo evidente y extrema en la disputa entre carlistas —generalmente vistos como expresión del conservadurismo reaccionario— y los partidarios de Isabel II de España (ver «reinado» en ese artículo), generalmente percibidos como moderados. Con el triunfo de los partidarios de estos últimos, el conservadurismo moderado se formó en fuerza política institucional a través del «Partido Moderado», bajo la presidencia gubernamental de Francisco Martínez de la Rosa, Este partido finalmente se unió con la Unión Liberal para formar el Partido Liberal-Conservador, bajo la dirección de Cánovas del Castillo.
Este conservadurismo (ver «canovismo") retoma algunas de las percepciones de la corriente reaccionaria, caracterizándose por una desconfianza en la capacidad del pueblo para gobernarse a sí mismo, por lo que la autoridad política debería ser la monarquía. Por tanto considera inútiles el voto y la opinión popular. Vuelve, además, mediante el denominado «Decreto Orosio» a suspender la libertad de cátedra en España «si se atentaba contra los dogmas de fe», buscando afianzar el principio integrista que hacía de la nación un proyecto sostenido en la voluntad divina.
Durante este periodo, el conservadurismo más moderado encontró expresión en el Partido Constitucional, bajo la dirección de personas tales como Francisco Serrano y Domínguez y Sagasta.
Ambos sectores lograron un acuerdo de repartición del poder, que algunos denominan «moderantismo», que se expresó políticamente en un sistema bipartidista en el cual los fraudes electorales, apoyados en el caciquismo hacían posible la alternancia como medio de evitar conflictos. Tras la muerte de Cánovas el sistema continuó funcionando bajo la égida más moderada de Antonio Maura y Montaner. Sin embargo, y a pesar de las tentativas regeneracionistas de este político, la profunda corrupción moral, presuntamente resultado del sistema político, condujo finalmente a la dictadura de Primo de Rivera.
Producto de esa crisis intelectual se originó también un gran debate acerca del Ser de España que buscaba dilucidar la posible existencia un carácter nacional como posible explicación de la falla española en producir unidad y cohesión interna, como expresada en el aparente mayor consenso nacional de otras naciones «más exitosas», como la francesa o la alemana, planteando la posibilidad de un excepcionalismo español.
Durante esa dictadura se continuó con el proteccionismo económico iniciado en el periodo anterior, proteccionismo que, junto a un corporativismo vago que se desarrollaba simultáneamente al de la Italia fascista, dio razón a que la economía española fuera descrita como una de más cerradas del mundo. Es durante esa dictadura que se fundan alguno de los monopolios de mayor recorrido histórico en España: Telefónica en 1924 y CAMPSA, 1927, así como una política de obras públicas (embalses, carreteras) que fue continuada por la Segunda República.
Con posterioridad, la vida política en España entró a un nuevo periodo de disrupciones y confrontaciones profundas, durante los turbulentos años de la Segunda República. Durante ese periodo hay que destacar el papel que jugó en la consolidación del pensamiento conservador la revista y sociedad cultural Acción Española, fundada por Ramiro de Maeztu en 1931 por la que desfilaron las mejores plumas del rico y variado pensamiento conservador de la época; hombres de la talla de José Calvo Sotelo, Víctor Pradera, José María Pemán, Rafael Sánchez Mazas, Jorge Vigón o Ernesto Giménez Caballero entre muchos otros. Esta publicación sirvió de tribuna para que el sector conservador publicitara su oposición no solo a la república sino también su propuesta de hispanidad como proyecto reinvindicador de una concepción profundamente católica y tradicionalista de la cultura de los pueblos de habla castellana.
Durante esa época surge también la Falange Española, que muchos consideran una expresión de derecha extrema o fascista.
Las tensiones mencionadas resultaron finalmente en la guerra civil española y solo parecen haberse resuelto con el fin de la dictadura de Francisco Franco.

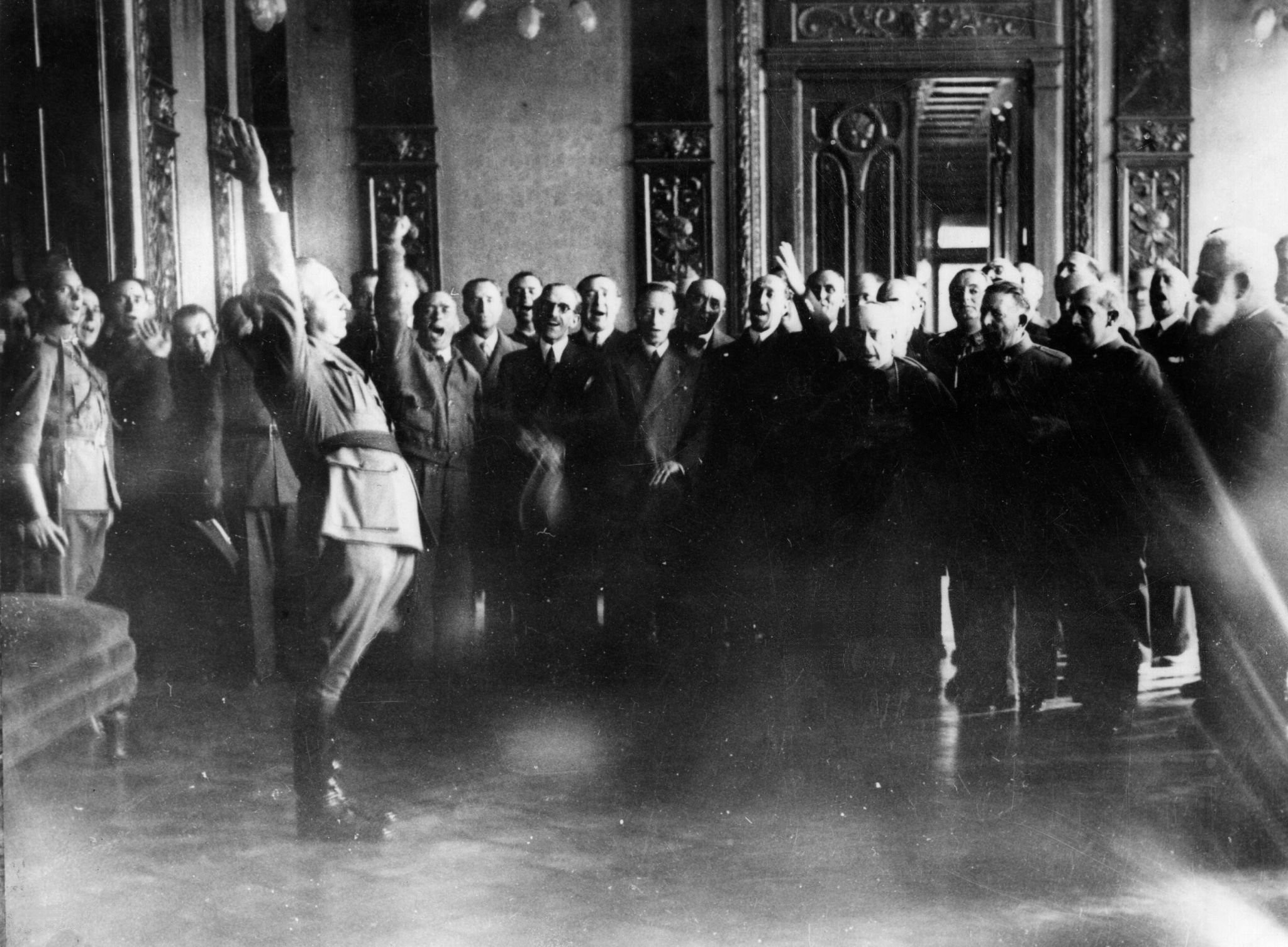
Francisco Franco siendo elegido jefe de Estado de la España sublevada durante la guerra civil española (1936-1939).

Durante y con posterioridad a la transición a la democracia, se hace presente una nueva percepción política, que puede ser vista como superando a la concentración en la hispanidad entendida como separada u opuesta al pensamiento europeo moderno: «El «europeísmo» terminaría por convertirse en factor aglutinante esencial de la oposición al franquismo, aunando en torno al proyecto de integración de España en Europa a prácticamente todo el espectro político español, incluyendo a importantes personajes de la élite franquista." Durante el mismo período dos personajes se han destacado como representantes de la evolución del conservadurismo español: en el área más dura Gonzalo Fernández de la Mora y en la más moderada Joaquín Calomarde.

### Latinoamérica
El conservadurismo en Latinoamérica, ajeno a las tradiciones monarquistas europeas —con la excepción de México y Brasil, quienes sí experimentaron una monarquía—, se manifiesta como una tentativa de mantenimiento del orden —republicano— emergente de las guerras de independencia. Para empezar, este proyecto carecía de una ideología política propia, similar a las que existieron en Europa, expresándose así en dos elementos centrales: el mantenimiento del orden social (sistema de clases, etc.) existente, que se transformó rápidamente en una lucha por el mantenimiento del papel de la Iglesia católica y el mantenimiento del orden legal heredado del sistema colonial.
La lucha por la primacía de la Iglesia católica se da contra el telón de fondo de las tentativas liberales de eliminar esa institución del papel central que había tenido durante la colonia como fuente única de regulación y legitimación social. Así, por ejemplo, durante la época colonial, para acceder a la educación superior, se necesitaba pasar un examen de “pureza de sangre”, es decir, demostrar que se provenía de familias hispanas puras. La iglesia, controlando el sistema de matrimonio, bautizo, etc., controlaba, de hecho, quién tenía acceso a tales beneficios. Durante el periodo posterior a esas guerras, la Iglesia católica fue percibida por el sector conservador no solo como fuente de estabilidad social, sino también como proveedora de una fundación estable para «las tradiciones populares» de las nuevas naciones, en reemplazo de las tradiciones de pueblos indígenas conquistados.

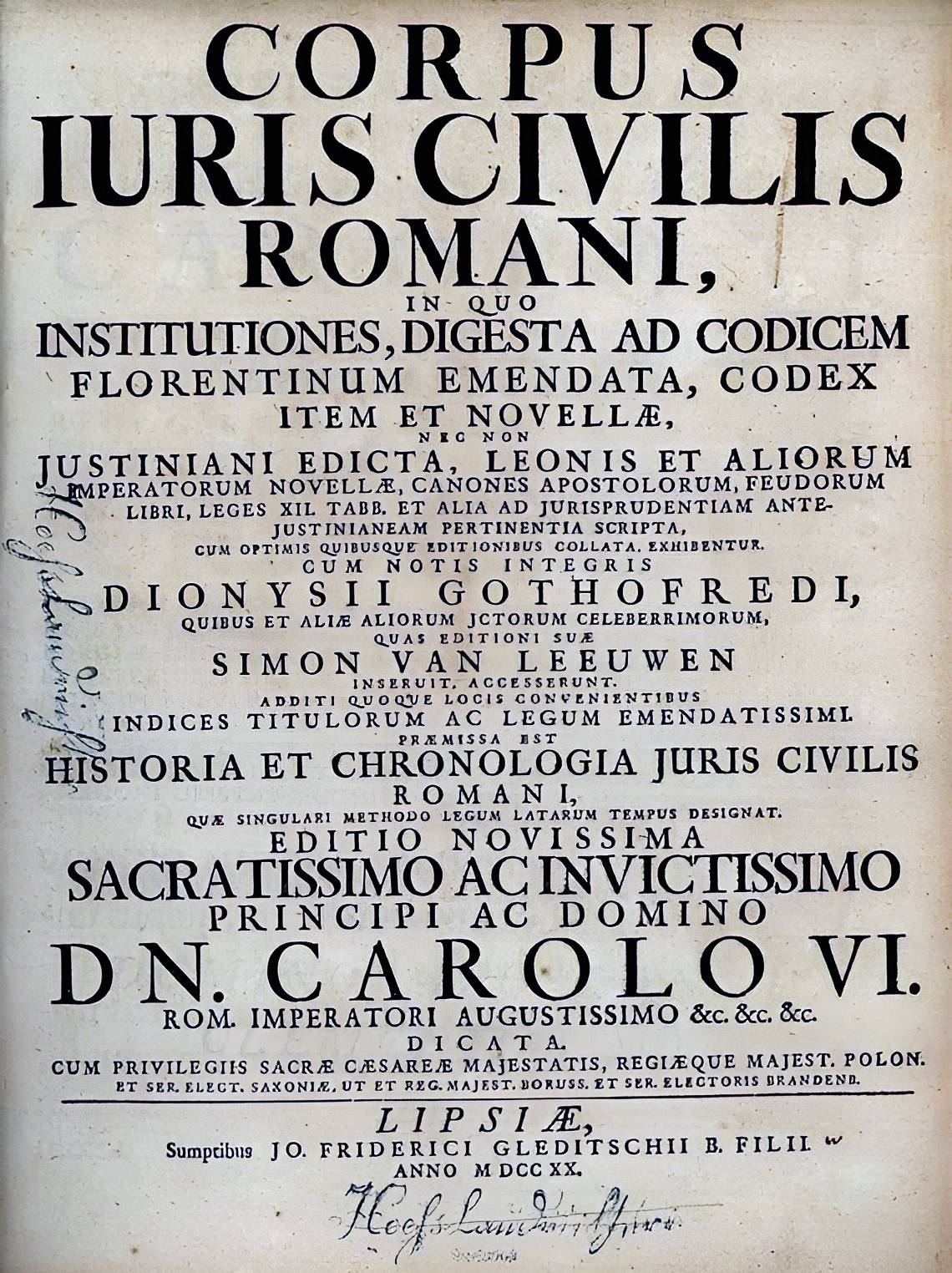
CORPUS IURIS CIVILIS ROMANI. Gothofredus, 1583.

El cuerpo legal del tiempo colonial —y, consecuentemente, sus integrantes— estaban fuertemente influidos por conceptos del Derecho Romano tardío, específicamente, el código de Justiniano I tal como había sido comentado por Vinnius y la compilación del Derecho Romano del teólogo medieval Heineccius. Estos textos legales, junto a las Siete Partidas, constituían las bases del sistema legal que se continuó implementando después de la independencia y daban una visión particularmente «absolutista», propia de un Imperio de la época, de los principios e interpretaciones legales (ver Corpus Iuris Civilis). Consecuentemente, la proposición de restaurar el orden legal hispánico se transformó, en la práctica, en una proposición eminentemente conservadora.
Encontramos un ejemplo de este tipo de conservadurismo en José Rafael Carrera, quien unificó mucho de América Central alrededor de una propuesta que consistía básicamente de la restauración del sistema socio-legal de la colonia, incluyendo los derechos y prerrogativas (incluyendo fueros; control de educación, etc.) eclesiásticas mientras que en México Agustín de Iturbide llegó incluso a cambiar de bando, transformándose en independentista -durante y debido al Trienio Liberal en España- a fin de mantener la primacía de las instituciones tradicionales, implementando una monarquía constitucional y exclusivamente católica (que solo duró dos años).
Sin embargo ya para esas fechas se habían comenzado a hacer presentes un tipo diferente de conservadurismo, uno que buscaba fortalecer los nacientes estados-naciones -con características que en esa época fueron llamadas “capitalistas”, es decir, la centralización de los sistemas económicos y políticos bajo el control de élites en las ciudades capitales de cada país-. Este fenómeno se dio especialmente en el sur del continente. El origen de estos nacionalismos -el cual se expresó, influido por concepciones románticas, en el «amor a la tierra» o «amor a la patria» a diferencia de sentido patriótico burkeano, basado en el amor por los derechos y libertades comunes o el bismarkiano, de unidad basado sobre una lengua y cultura común-  han sido objeto de mucha discusión. La causa por la que el patriotismo latinoamericano no se expresó en las tentativas bolivarianas o de otros en el sentido de una Patria Grande ha sido, hasta el presente, objeto de debate.
Así, el conservadurismo llegó a tener diferentes expresiones en diferentes países. Mientras la gran mayoría eran republicanos, en México Agustín de Iturbide buscaba una monarquía constitucional y exclusivamente católica. Entre los partidarios de una república algunos, como Juan Manuel de Rosas en Argentina abogaba por un sistema federal, mientras en Chile Diego Portales buscaba un estado unitario. A pesar de que algunos conservadores —como Manuel Oribe en Uruguay— y el mismo Portales fueron modernizadores, otros, por ejemplo en Venezuela —bajo la dirección de José Antonio Páez— buscaban mantener incluso la esclavitud, Tanto Rosas como Portales proponían orden y defensa de la legalidad, pero estaban claramente dispuestos a violarla cuando así les convenía, mientras que en Colombia José Eusebio Caro afirmaba: «El conservador condena todo acto contra el orden constitucional, la legalidad, la moral, la libertad, la igualdad, la tolerancia, la propiedad, la seguridad y la civilización».
Con posterioridad a este periodo inicial el conservadurismo adquirió un contenido propiamente ideológico con el positivismo, especialmente las ideas de Auguste Comte : «la teoría del orden y del progreso comtiano establece en el positivismo latinoamericano una clara adopción del principio de subordinación y segregación, donde las razas y las clases sociales así como por la predominancia política basada en la posesión del saber intelectual y moral podían establecer el poder». Esas ideas positivas son modificadas, por personajes tales como José Victorino Lastarria, hacia una versión en la cual el progreso —en el sentido que Comte usa, de mejora de la condición humana— deja de ser el elemento que la sociedad debe promover a fin de mantener o lograr orden ( »... y el progreso, el adelanto, la mejora de la sociedad, no son ni pueden ser fines políticos del estado».) en una en la cual el orden emana de las instituciones establecidas a fin de mantener «libertad”: «la libertad no es otra cosa que el uso del derecho como lo comprendemos prácticamente los americanos...», creando así una base para la síntesis de los pensamientos liberales y conservadores que se observó hacia fines del siglo XIX y comienzos del XX en el pensamiento político de algunos países latinoamericanos.
El mismo Lastarria, alegando que bajo el concepto de «libertad» se han producido todos los despotismos, separa el método (el positivismo), de sus principios (la libertad), de manera que la construcción de lo social queda fundada en la observación por el individuo de la legalidad, o más precisamente, en una propuesta básicamente liberal que percibe al ciudadano como componente básico de una sociedad civil, «como una soberanía propia», interesado en mantener su libertad y no un individuo como último resultado de la pertenencia a una sociedad basada en normas morales: «... el orden es una dependencia de las instituciones, a merced de la obediencia y amor a la sociedad,..». Sin embargo, y pese a esa modificación «Lastarria piensa que en América Latina y, específicamente en Chile, el positivismo es un nuevo conservadurismo porque instituye una ideología constructivista por sobre los estados naturales y espontáneos, de la cual la realidad histórica del continente demuestra una rica proliferación, estas formas de organización social reproducida de modelos europeos son, todos ellos, productos de la etapa última del estadio metafísico de la historia.». Lo anterior se puede entender como significando que tanto liberales como conservadores se pueden unir alrededor de la aceptación del rol «positivista» de la religión (ver Comte al respecto) y una concepción del estado no como promoviendo progreso pero envuelto en la mantención del orden y la construcción nacional (Véase también Dictaduras de orden y progreso, y nótese que no todos los políticos mencionados en ese artículo se consideraban a sí mismos como «conservadores» en el contexto de las luchas liberal-conservadoras de la época) a fin de defender o promover tanto lo que se percibe como el interés nacional como la libertad (entendida como la aplicación del derecho existente) y la estabilidad político-social.
En los países en los cuales esa síntesis no se logró —por ejemplo, Colombia— los conflictos entre liberales y conservadores continuaron durante el siglo XX —donde alcanzaron su auge en el periodo conocido como La Violencia— e incluso, se ha sugerido, hacen sentir sus efectos en el presente en ese país. Laureano Gómez —presidente de Colombia en la década de 1950— es considerado como ejemplar de este tipo de conservadurismo en ese periodo.
La otra influencia notable en el conservadurismo latinoamericano de esa época fue la de Herbert Spencer, creador del darwinismo social, y cuyas ideas bordeaban en el racismo. Para Spencer nada, incluidas las tendencias humanitarias, debe interferir con las «leyes naturales», que implican que el «más apto» es quien sobrevive y los demás perecen. Sin embargo, y a pesar del nombre de sus ideas, Spencer no aceptaba la teoría de Darwin, proponiendo una versión del lamarquismo, de acuerdo a la cual los «órganos» se desarrollan por su uso (o degeneran dado la falta de uso) y esos cambios se transmiten de una generación a otra. Para Spencer, la sociedad es también un organismo, envolviendo hacia formas más complejas de acuerdo a la «ley de la vida», es decir, de acuerdo al principio de la sobrevivencia del más fuerte, tanto a nivel individual como de sociedades (lo que fue interpretado por muchos en Latinoamérica como sancionando la marginación de los «indios», que, incluso en estos días, algunos consideran como inferiores). Consecuentemente, Spencer se oponía —radicalmente— a todas las manifestaciones de «socialismo», tales como la educación pública generalizada u obligatoria, bibliotecas públicas, leyes de seguridad industrial, y, en general, a toda legislación o proyecto social. Esta posición -que reconstruyó y reafirmó el ya mencionado prejuicio de «limpieza de sangre» -contribuyendo a una ideología de superioridad y virtud a quienes poseían tal supuesta «limpieza" justificando así sugerencias tales como las de José Manuel Pando, quien sostenía «que los indios son seres inferiores y su eliminación no es un delito sino una selección natural» o las de Bautista Saavedra, para quien «el indio es apenas una bestia de carga, miserable a la que no hay que tener compasión y al que hay explotar hasta lo inhumano y lo vergonzoso».

#### Brasil
Los puntos de vista conservadores brasileños más tradicionales incluyen la creencia en el federalismo político, el catolicismo y el monarquismo. El presidente actual, Jair Bolsonaro, es conservador. En el país destacó Olavo de Carvalho por ser el gurú ideológico de Bolsonaro.

#### Perú
El conservadurismo peruano abarcó una amplia gama de teorías e ideologías en los últimos doscientos años; en que destacaron su concepción en los años 1840, la Coalición Conservadora de la década de 1930 o el neoliberalismo de Alberto Fujimori (este último apoyado por evangélicos). A diferencia de países Colombia o Chile, Perú no ha definido una tradición política conservadora. Bartolomé Herrera es uno de los máximos exponentes.
En la década de 2020, se ha considerado la consolidación de una coalición conservadora formada por el Congreso de la República y aliada con la presidencia de Dina Boluarte.

## Conservadurismo tradicionalista
El conservadurismo tradicionalista, a menudo conocido como conservadurismo clásico, es una filosofía política y social que enfatiza la importancia de los principios morales trascendentes, manifestados a través de ciertas leyes naturales a las que la sociedad debe adherirse con prudencia. El conservadurismo tradicionalista está basado en las opiniones políticas de Edmund Burke. Los tradicionalistas valoran los lazos sociales y la preservación de las instituciones ancestrales por encima del individualismo excesivo.
Los conceptos de costumbre, convención y tradición están fuertemente enfatizados en el conservadurismo tradicionalista. La razón teórica se considera de importancia secundaria frente a la razón práctica. El Estado también se ve como un empeño social con características espirituales y orgánicas. Los tradicionalistas piensan que cualquier cambio surge espontáneamente de las tradiciones de la comunidad y no como consecuencia de un pensamiento deliberado y razonado. El liderazgo, la autoridad y la jerarquía se consideran naturales para el ser humano. El tradicionalismo surgió en Europa a lo largo del siglo XVIII, sobre todo como reacción al caos de las revoluciones inglesa y francesa. El conservadurismo tradicionalista empezó a consolidarse como fuerza intelectual y política a mediados del siglo XX.

## Conservadurismo en la actualidad
Ya que surgieron varias variantes nacionales y a su vez otras combinaciones con otros ideales, la mejor forma para distinguir el conservadurismo hoy en día es observando cuales son las premisas de estos ideales políticos, que tienen influencias en muchos lugares en la actualidad.

### Conservadurismo europeo
Se puede alegar que a comienzos del siglo XXI las tendencias más reaccionarias del conservadurismo —representadas por varios movimientos legitimistas o de ultraderecha o incluso ultramontanas— han dejado de tener influencia política relevante en la vida política europea excepto en forma indirecta (así, por ejemplo, el NPD (Partido Nacional Democrático de Alemania) logra alrededor del 9% de la votación en el estado de Sajonia y el DVU (Unión Popular Alemana), (aproximadamente el 6% en Brandeburgo)
Igualmente, movimientos nacionalistas tradicionales —incluyendo partidos que fueron hasta hace poco «regionalistas» (tales como Fianna Fáil en Irlanda) y los que aún lo son (como la Liga en Italia)— tienen a nivel europeo un peso político menor (ver por ejemplo, Independencia y Democracia y Unión por la Europa de las Naciones) contando con un gran total de 66 eurodiputados sobre un total de 777. Debe notarse, adicionalmente, que en el grupo Por la Europa de las Naciones, Fianna Fáil, considerado el socio mayoritario, es descrito tanto como nacionalista y centrista y, como tal, habría podido fácilmente estar en el grupo «regionalista liberal-demócrata» o Alianza de los Liberales y Demócratas por Europa (ALDE) grupo con el cual se sienta en el Consejo de Europa.
Las tendencias más moderadas son representadas por una variedad de partidos que se agrupan a nivel europeo en el Partido Popular Europeo (Demócrata-Cristianos). Este sector es el grupo con un mayor número de escaños (178 en la IX legislatura) en el Parlamento Europeo y es el que aglutina las corrientes derivadas tanto del conservadurismo europeo continental moderno —ejemplificadas en los partidos demócrata cristianos— como las influidas por el conservadurismo anglosajón o burkeano.
Lo que une a estas tendencias es un respeto por una concepción tradicional de la democracia, los derechos y deberes civiles y otras instituciones de ellas derivada en los Estados europeos tales como están constituidos. Lo mismo se puede decir en relación con la propiedad privada y el mercado «relativamente» libre.
Políticamente, existe una tensión entre un ala eurounificante (representada por el llamado eje franco-alemán (ver Relaciones franco-alemanas y Declaración Schuman) y el ala más nacionalista o euroescéptica, representada por el conservadurismo inglés (ver Movimiento para la Reforma Europea), lo que ha llevado (2009) a la división del grupo conservador, con la aparición de un nuevo grupo «antifederalista» o «euroescéptico» Para algunos, el Partido de los Conservadores y Reformistas Europeos (ECR) representa la decantación de políticas que bordean no en el conservadurismo sino en el extremismo, o de constituir un grupo que adolece de contradicciones internas
En la economía los conservadores europeos se dividen entre los que sugieren un modelo intervencionista —a lo largo del dirigismo o estado social— y los partidarios del mercado absolutamente libre.
Esta última posición es, en general, una novedad en el conservadurismo europeo, y su introducción se dio mediante la ex primera ministra británica Margaret Thatcher. Algunos comentadores han cuestionado si su visión es consistente con la visión tradicional del conservadurismo británico, estando más relacionada con la del liberalismo clásico. Thatcher fue descrita como «una radical en el partido conservador» y su ideología como amenazantes a las «instituciones establecidas» y a las «creencias aceptadas por las élites», posiciones que algunos ven incompatibles con el conservadurismo tradicional. Sin embargo, «la privatización de industrias de propiedad del Estado, impensable con anterioridad, se ha hecho común y es ahora imitada en todo el mundo» (op. cit.)
En lo social, el conservadurismo europeo actual delibera sobre las posiciones planteadas especialmente por el liberalismo social, en relación con las cuales, no obstando su clara definición en pro de la primacía de los principios morales como substrato cohesivo de una sociedad, hay una cierta variación, en que no todos los conservadores buscan mantener o imponer de manera «excluyente» concepciones morales tradicionales. Así por ejemplo, en el debate acerca del Matrimonio entre personas del mismo sexo algunos perciben tal legalización como la extensión de los beneficios de participación en instituciones sociales a sectores que estaban tradicionalmente excluidos, situación que solo puede acrecentar la cohesión social —percepción apoyada por una evolución en las posiciones religiosas mismas, hacia una mayor aceptación de los derechos de los homosexuales a participar y beneficiarse plenamente de su membrecía tanto religiosa como ciudadana. Adicionalmente, en esta área, se puede observar un declive en las posiciones que buscan otorgar a las religiones (ya sea cristianas u otras) un rol único —a diferencia de uno primordial— en la definición de la moral o ética pública.

### Conservadurismo tradicional
Este tipo del conservadurismo nace por la oposición a las variantes conservadoras que surgieron al fusionarse con otros ideales. Este tipo de conservadores defienden especialmente la tradición, y la cultura. Entre sus ideales se pueden destacar la defensa del legado conservador, la defensa a la religión y de los sistemas de educación tradicionales. 
El conservadurismo tradicional a su vez defiende a sus ideólogos y su historia, se oponen a todo tipo de guerra no necesaria ya que estas son consideradas, métodos que destruyen la organización y terminan por dañar tanto a la sociedad como a la iglesia y a las tradiciones familiares que llevan consigo la cultura de una nación.
A su vez este tipo de conservadurismo ve como las ilusiones políticas han sido las que más han destruido los ideales que planeaban formar culturas, prosperas y estables. Esto viene por las grandes matanzas tanto comunistas como del totalitarismo, lo que también incentiva su ideal de oponerse a cualquier genocidio. Este conservadurismo piensa que la democracia es el mejor sistema para la defensa del individuo y por lo tanto no se deben luchar por otros sistemas destructores del orden y de la libertad.

### Conservadurismo nacionalista
El conservadurismo nacionalista surge de los procesos políticos que tenían tendencia a un proteccionismo radical. Estos movimientos surgen en todo el mundo, en especial en Europa, aunque también existen casos en Latinoamérica. Muchos de estos conservadores se consideran como los verdaderos ya que apoyan a la patria primero que cualquier otra alternativa y aplican a sus ideales premisas que apoyan al espíritu nacionalista.
Este tipo de conservadurismo respeta especialmente el valor del individuo en la sociedad y cree firmemente en que este ha de forjar parte de la sociedad para que los ideales nacionalistas se puedan cumplir. Normalmente estos conservadores también creen en las fronteras de los países como modelo fundamental para la creación de la cultura.

### Conservadurismo liberal
A diferencia de los conservadores nacionalistas, este tipo de conservadores apoyan las medidas librecambistas, pero le siguen dando fundamental importancia a la privatización económica. A su vez se siguen manteniendo otros pensamientos conservadores, en este ideal. 
La era posmoderna ha puesto en evidencia algunas de las dicotomías más importantes entre el conservadurismo y el liberalismo. la idea de progreso económico indefinido puede chocar con la preservación de valores culturales fundamentales de una nación. En efecto, el individualismo propuesta por el liberalismo puede ser un factor de ruptura social. Los conservadores-liberales son partidarios de apoyar los procesos tecnológicos, y de desarrollo industrial, en sus medidas económicas.

## Pensadores conservadores

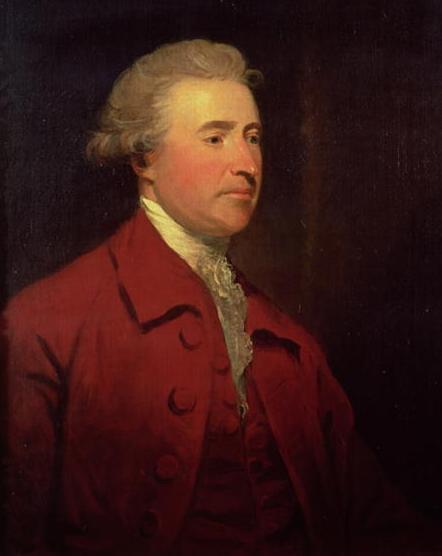
Edmund Burke
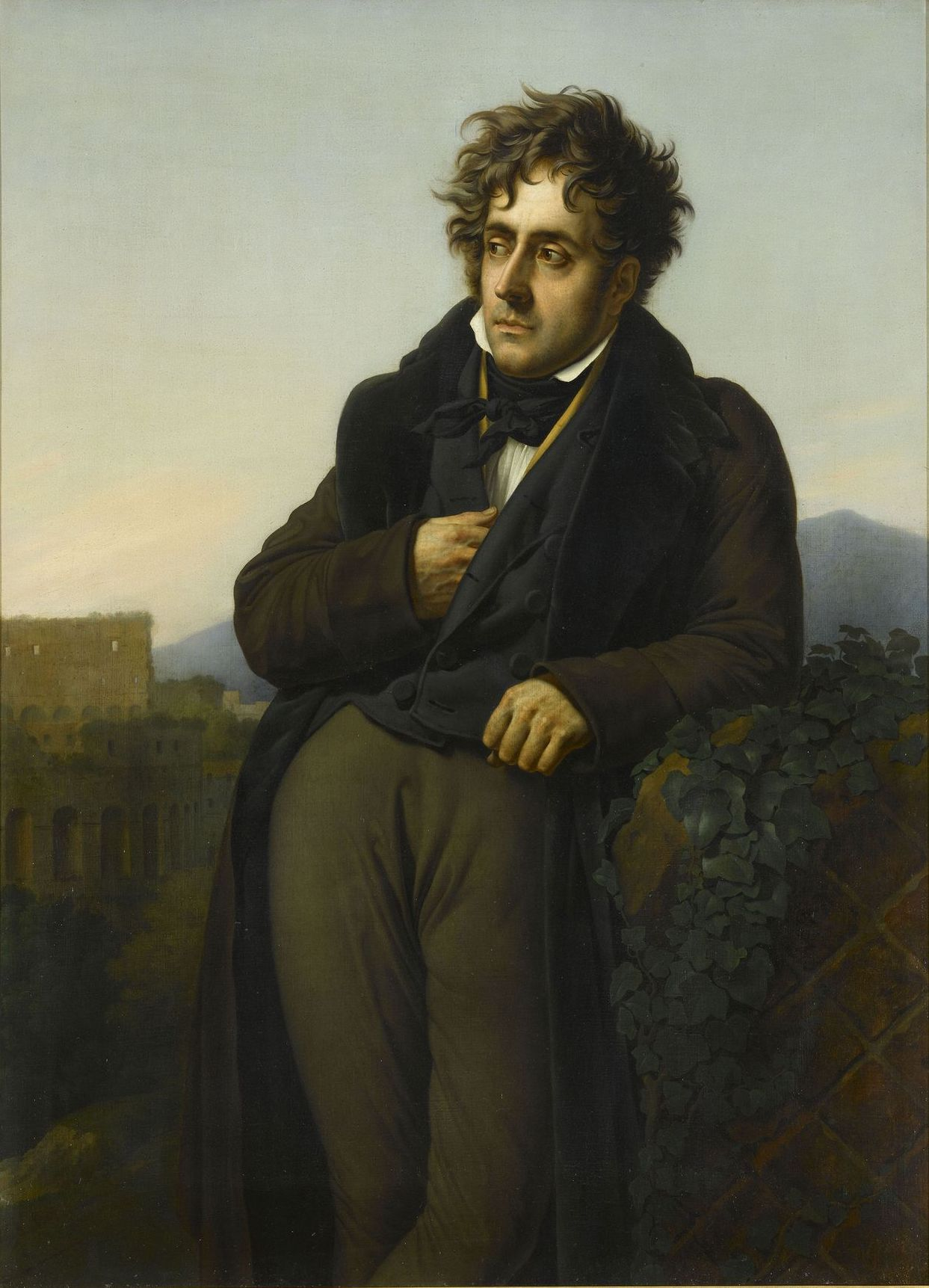
François-René de Chateaubriand
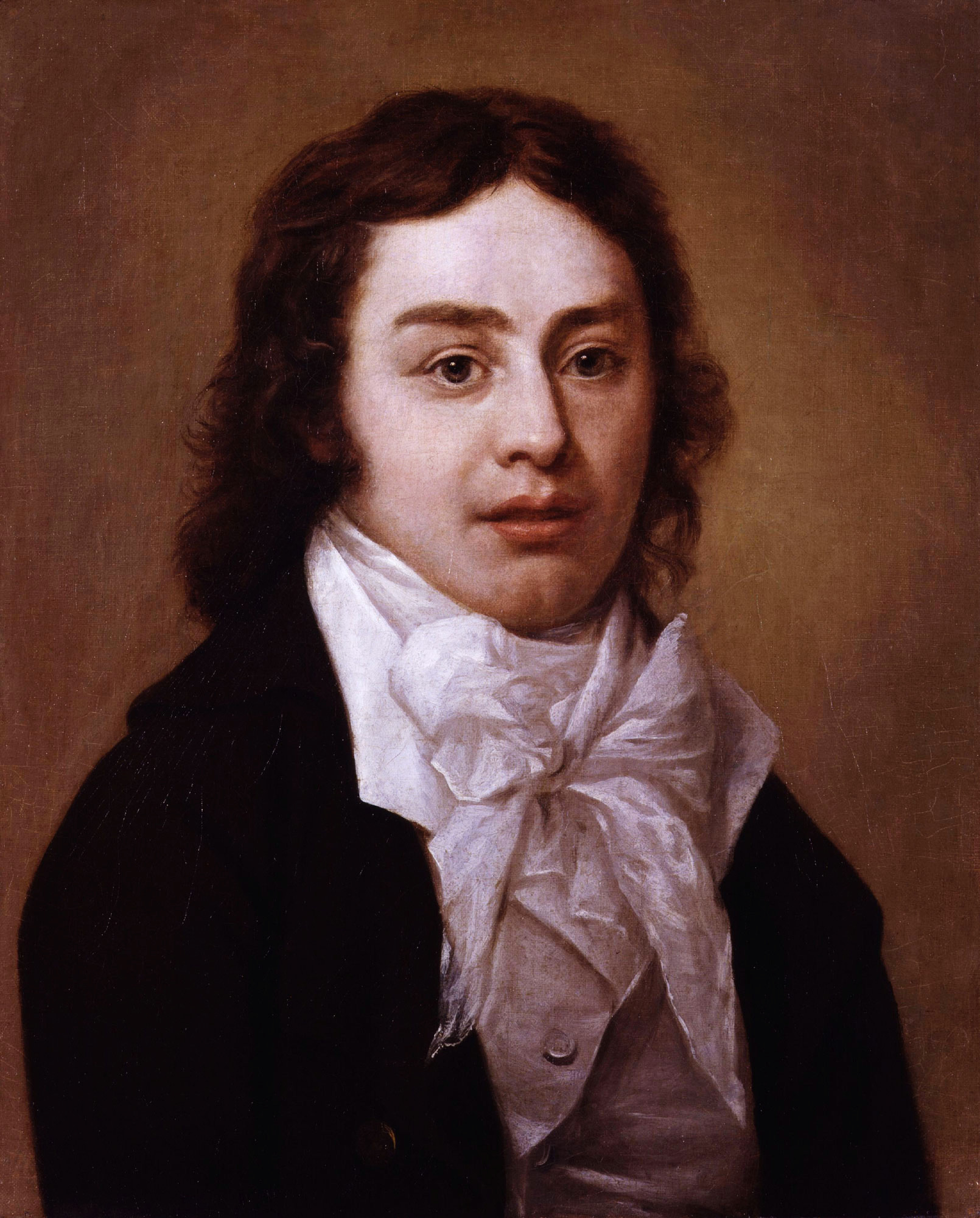
Samuel Taylor Coleridge
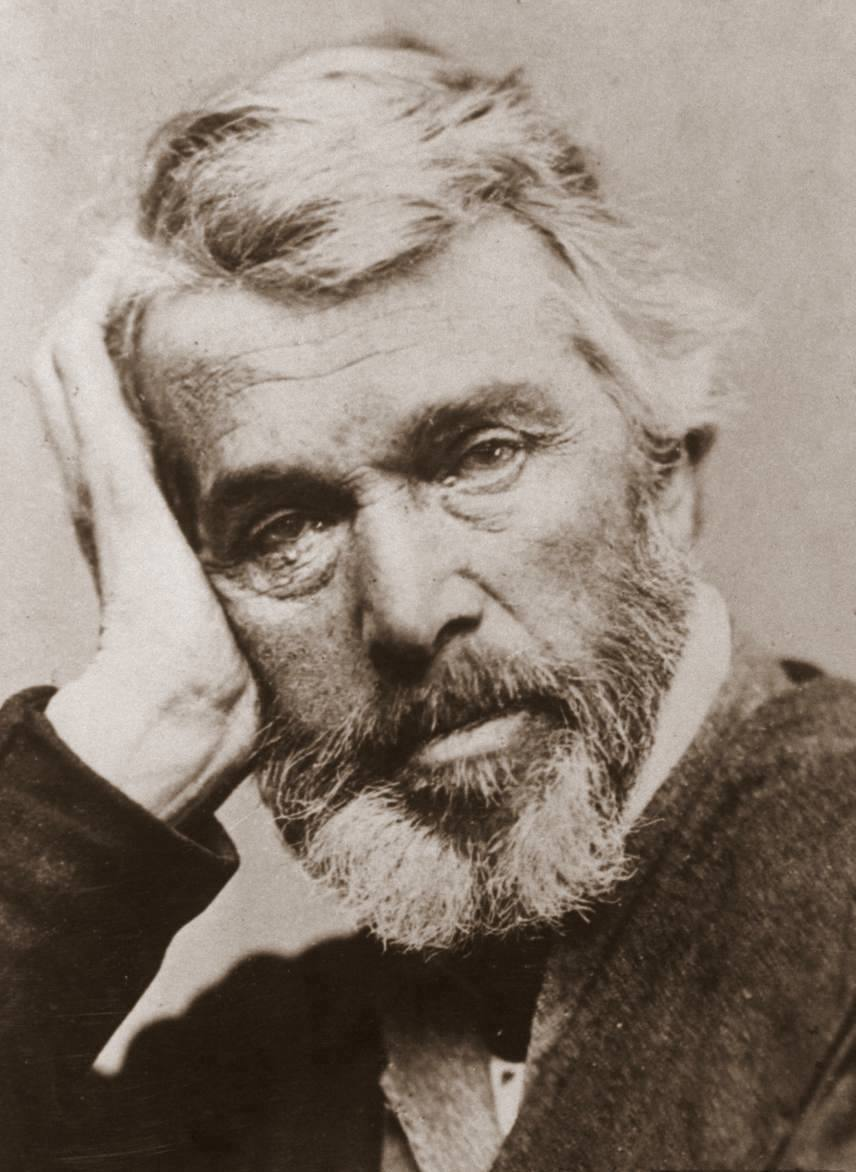
Thomas Carlyle
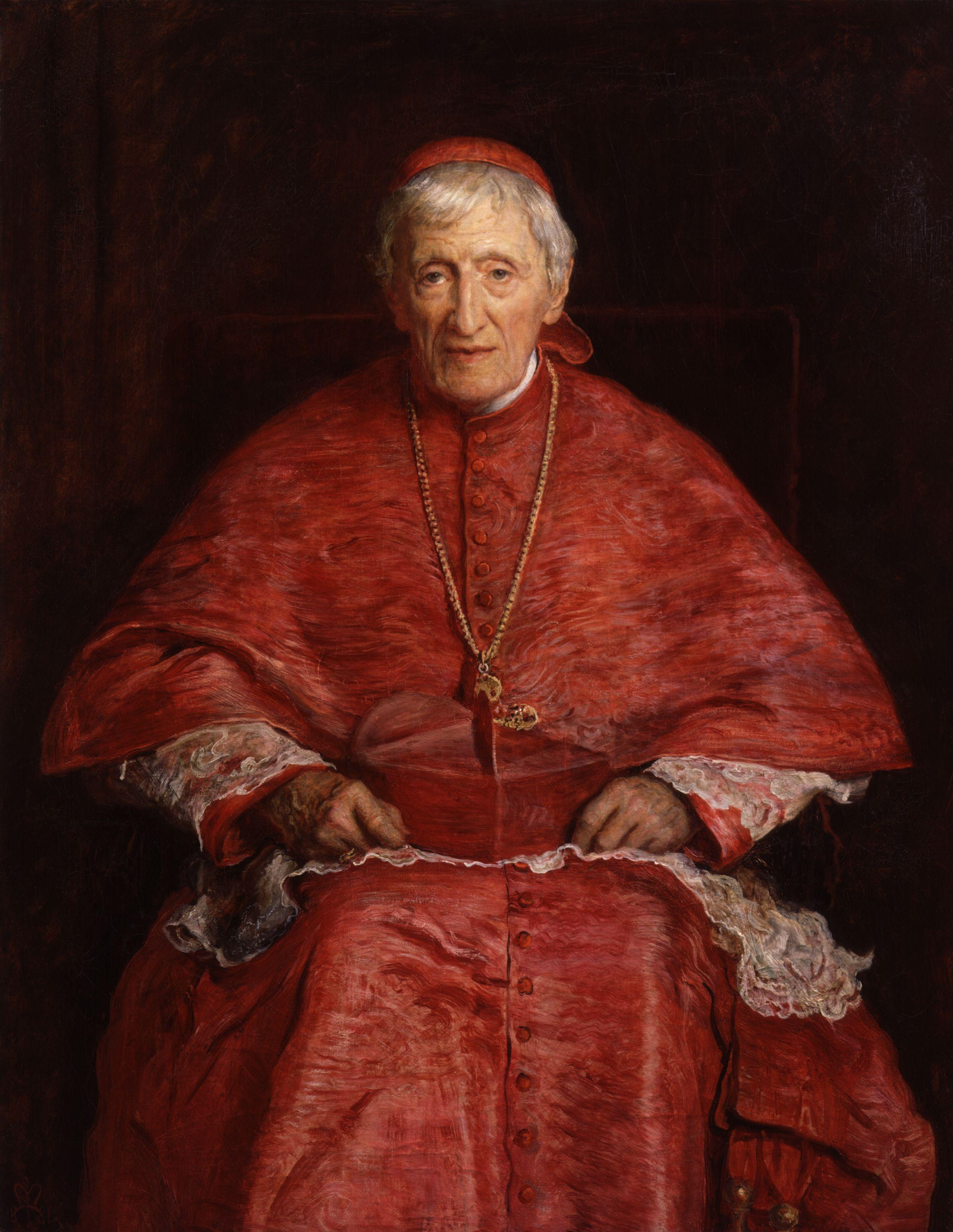
John Henry Newman
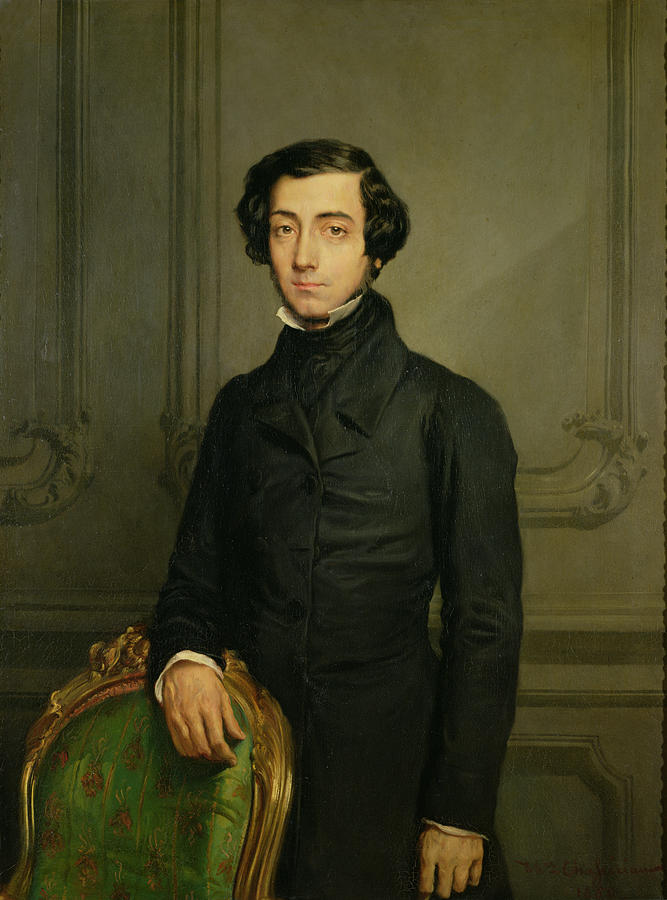
Alexis de Tocqueville
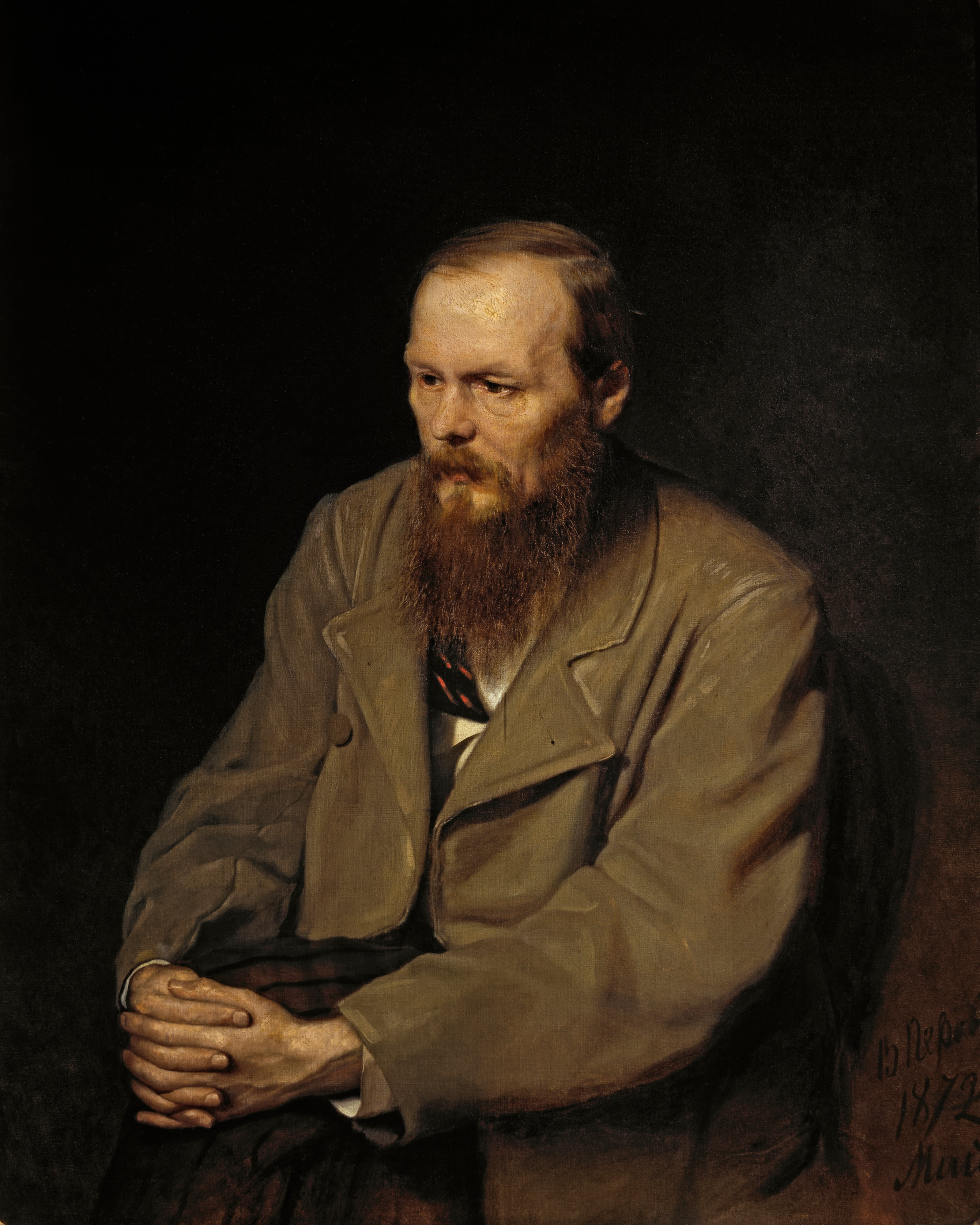
Fyodor Dostoevsky
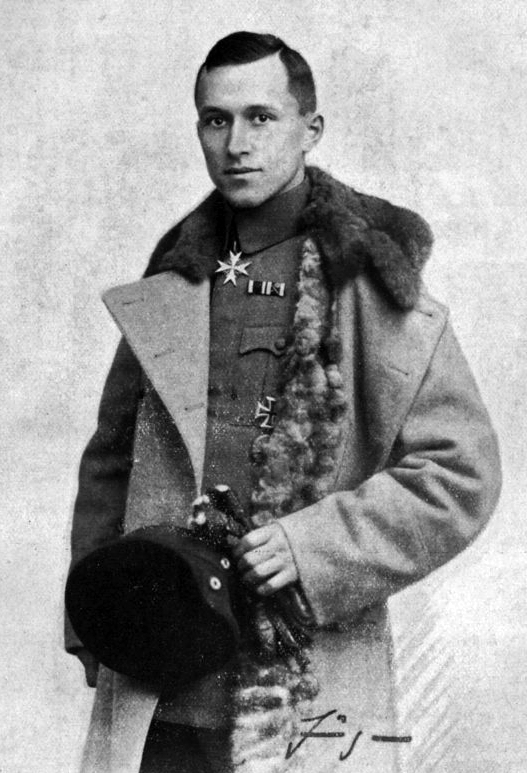
Ernst Jünger
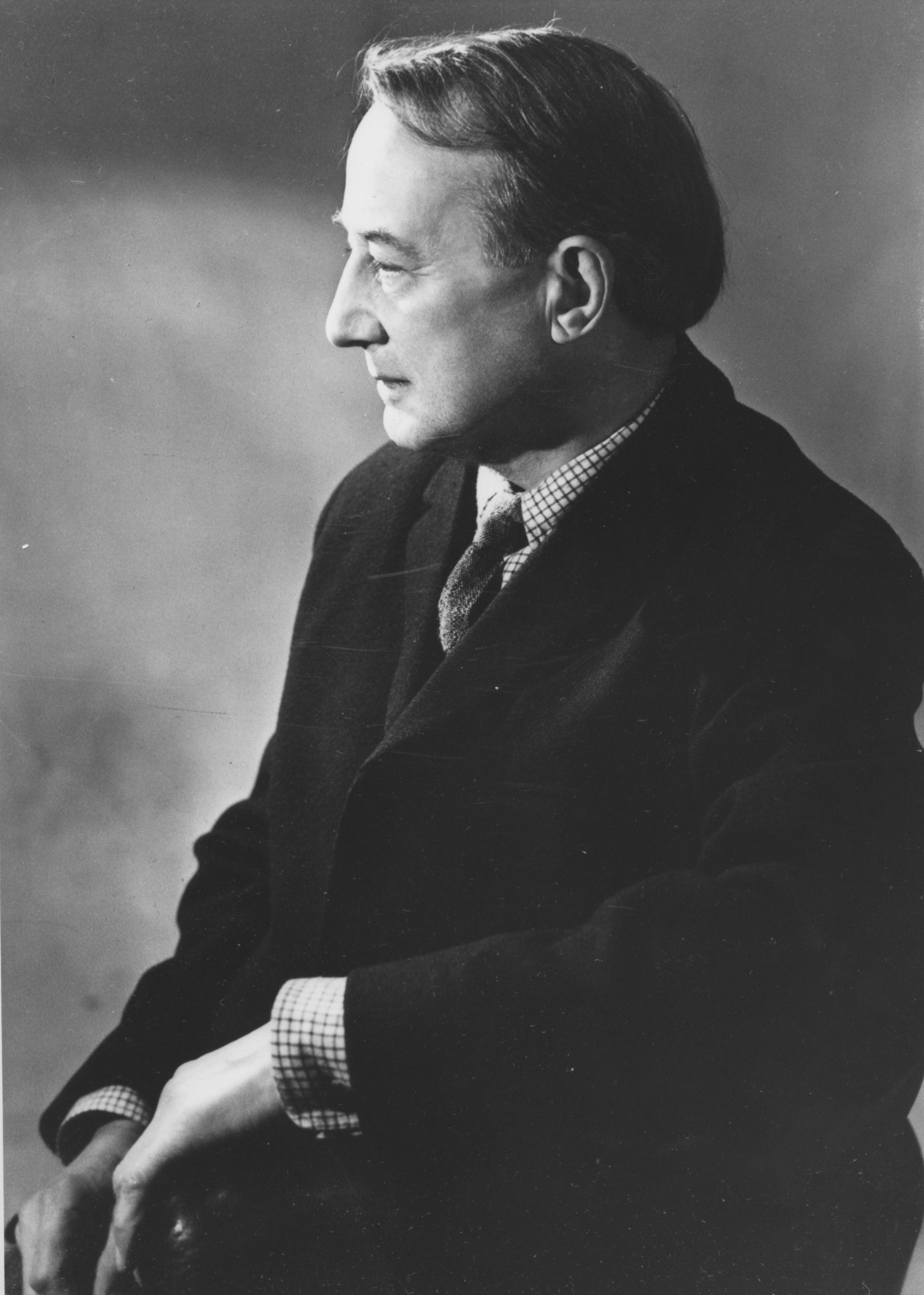
Michael Oakeshott
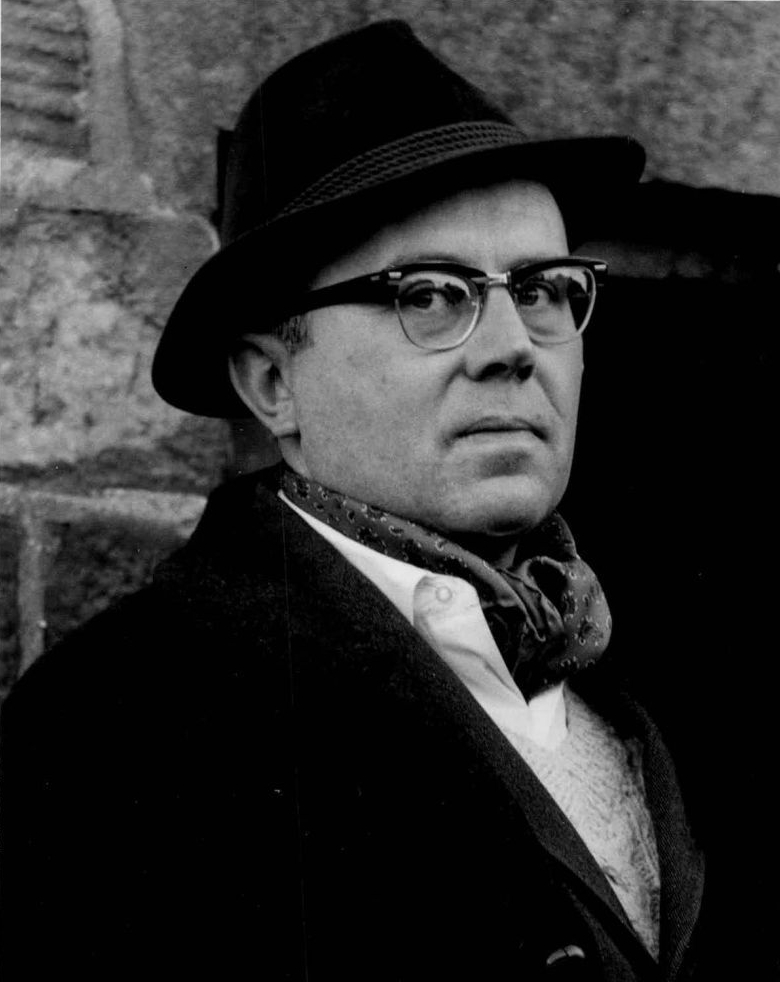
Russell Kirk
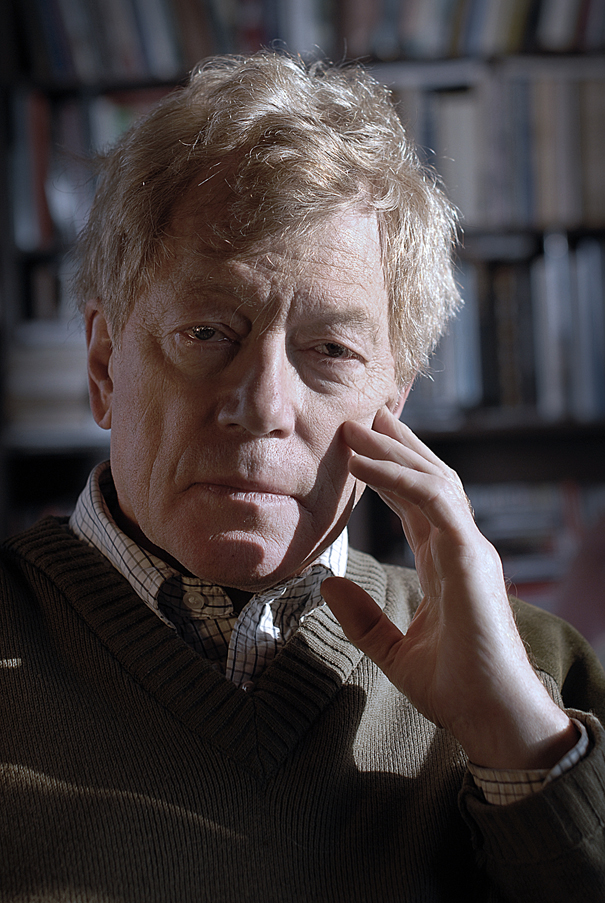
Roger Scruton